# Park Narodowy Galiczica
Park Narodowy Galiczica (mac. Национален парк Галичица) – park narodowy położony w południowo-zachodniej części Macedonii Północnej, przy granicy z Albanią. Został założony w 1958 roku. Obejmuje pasmo górskie o tej samej nazwie, znajdujące się pomiędzy jeziorami Ochrydzkim i Prespańskim. Obejmuje obszar o powierzchni 22 750 ha, z czego około 11% jest własnością prywatną. Najniższym punktem w parku jest poziom jeziora Ochrydzkiego, które położone jest na wysokości 695 m n.p.m. Z kolei tafla jeziora Prespańskiego znajduje się na wysokości 850 m n.p.m. Najwyższym szczytem parku, jak i całego pasma górskiego, jest góra Kota, która wznosi się na wysokość 2265 m n.p.m. Park Narodowy obejmuje rozległe obszary otwartego i górzystego terenu. Dominują tu lasy liściaste, roślinność trawiasta oraz tereny suche i skaliste. Występują tu również głębokie oraz strome zbocza przy obu jeziorach. Park podzielony jest na 4 części.
Galiczica zbudowana jest głównie z paleozoicznych krzemianów metamorficznych, które pokrywa warstwa gąbczastej masy wapienia o miąższości 500–550 m. Powierzchnia geologiczna i morfologia gór ma znaczący wpływ na charakter krajobrazu i estetycznych walorów parku. Stanowią jeden z warunków do powstania dużej różnorodności biologicznej i charakterystycznej przyrody.
Masyw Galiczicy jest jednym z najbardziej suchych gór w Macedonii Północnej. Na jego obszarze jest tylko kilka trwałych źródeł, z bardzo niską wydajnością. Czasami pomimo zim o obfitych opadach śniegu, źródła wysychają w lecie.

## Położenie geograficzne

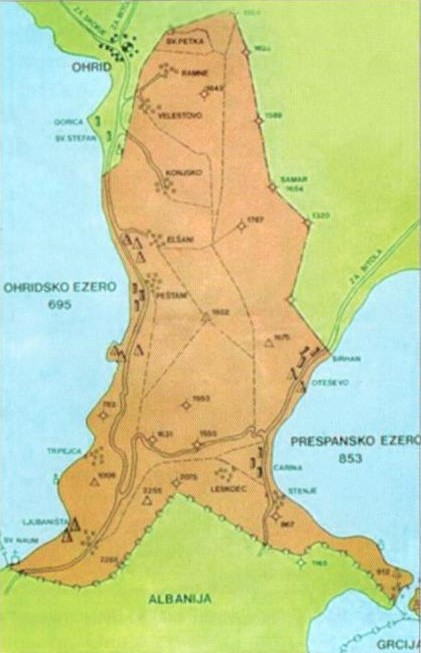
Mapa parku

Park Narodowy Galiczica położony w południowo-zachodniej części Macedonii Północnej, przy granicy z Albanią. Znajduje się pomiędzy jeziorami Ochrydzkim i Prespańskim. Usytuowany jest około 20 km na południe od miasta Ochryda i około 200 km na południowy zachód od stolicy kraju Skopje. Położony jest na terenie dwóch gmin – Ochryda i Resen.

## Flora
Występujące na terenie parku takie gatunki jak: Ajuga piskoi, Erodium guicciardii, Oxytropis purpurea, Astragalus lacteus, Lilium heldreichii oraz Arabis bryoides są endemiczne dla południowej części Półwyspu Bałkańskiego. Ponadto istnieje 14 endemitów dla tego parku (czyli gatunki te występują tylko na terenie Parku Narodowego Galiczica) i są to: Centaurea soskae, Crocus cvijicii, Laserpitium ochridanum, Astragalus mayeri, Helichrysum zivojini, Nepeta ernesti-mayeri, Alyssum moellendorfianum, Thymus ciliatopubescens, Thymus skopjensis, Geranium cinereum ssp. subcaulescens var. rupestris, Echinops bannaticus ssp. prespaensis, Centaurea galicicae, Dianthus galicicae oraz Sempervivum galicicum.
Ponadto na terenie parku zarejestrowano takie gatunki jak: Achillea holoserica, Allium flavum, farbownik lazurowy (Anchusa azurea), Anthyllis montana, Asperula lutea, złotogłów biały (Asphodelus albus), Asplenium adianthum-nigrum, Asyneuma anthericoides, Asyneuma limonifolium, Betonica alopecuros, przewiercień sierpowaty (Bupleurum falcatum), Calamintha grandiflora, Campanula moesiaca, dzwonek brzoskwiniolistny (Campanula persicifolia), Campanula versicolor, dziewięćsił akantolistny (Carlina acanthifolia), Centaurea affinis, chaber maltański (Centaurea melitensis), chaber wełnisty (Centaurea solstitialis), śledzionka skalna (Ceterach officinarum), komosa główkowata (Chenopodium capitatum), powojnik prosty (Clematis recta), ostróżeczka wschodnia (Consolida orientalis), Convolvolus cneorum, Cruciata pedemontana, kanianka polna (Cuscuta campestris), kukułka Fuchsa (Dactylorhiza fuchsii), naparstnica rdzawa (Digitalis ferruginea), żmijowiec włoski (Echium italicum), przymiotno ostre (Erigeron acer), mikołajek ametystowy (Eryngium amethystinum), Euphorbia myrsinites, Ferulago sylvatica, przytulia właściwa (Galium verum), goryczka krzyżowa (Gentiana cruciata), Geranium aristatum, bodziszek porozcinany (Geranium dissectum), posłonek rozesłany (Helianthemum nummularium), Helianthemum salicifolium, Helichrysum orientale, Helichrysum stoechas, heliotrop zwyczajny (Heliotropum europaeum), ciemiernik wschodni (Helleborus orientalis), Hesperis laciniata, jastrzębiec kosmaczek (Hieracium pilosella), Hypericum olympicum, Inula oculus-christi, jałowiec pospolity (Juniperus communis), jasnota plamista (Lamium maculatum), Legousia speculum-veneris, Linaria angustissima, lnica janowcowata (Linaria genistifolia), len dwuletni (Linum bienne), len cienkolistny (Linum tenuifolium), miesiącznica roczna (Lunaria annua), firletka kwiecista (Lychnis coronaria), ślaz zygmarek (Malva alcea), nostrzyk biały (Melilotus alba), Micromeria nervosa, niezapominajka pagórkowa (Myosotis ramosissima), ułudka wiosenna (Omphalodes verna), Paronychia cephalodes, Plantago subulata, Polygala major, pięciornik srebrny (Potentilla argentea), głowienka kremowa (Prunella laciniata), Quercus ithaburensis subsp. macrolepis, Salvia ringens, bez hebd (Sambucus ebulus), krwiściąg lekarski (Sanguisorba officinalis), Saponaria glutinosa, Scabiosa argentea, cebulica łąkowa (Scilla litardierei), Sedum ochroleucon, Sedum pallidum, rozchodnik ościsty (Sedum reflexum), Sedum sartorianum, rojnik murowy (Sempervivum tectorum), Sempervivum zeleborii, Sideritis syriaca, lepnica przewiercieniowata (Silene bupleuroides), Silene frivaldskyana, lepnica Roemera (Silene roemeri), czyściec kosmaty (Stachys germanica), ożanka właściwa (Teucrium chamaedrys), ożanka górska (Teucrium montanum), ożanka popielata (Teucrium polium), rutewka mniejsza (Thalictrum minus), Trifolium aurantiacum, koniczyna purpurowa (Trifolium purpureum), Verbascum delphicum, Verbascum glabrum, dziewanna firletkowa (Verbascum lychnitis), Viola aetolica, fiołek dacki (Viola dacica) i fiołek trójbarwny (Viola tricolor) oraz przedstawiciele takich rodzajów jak: świetlik (Euphrasia), zaraza (Orobanche), szelężnik (Rhinanthus), trędownik (Scrophularia) i macierzanka (Thymus).

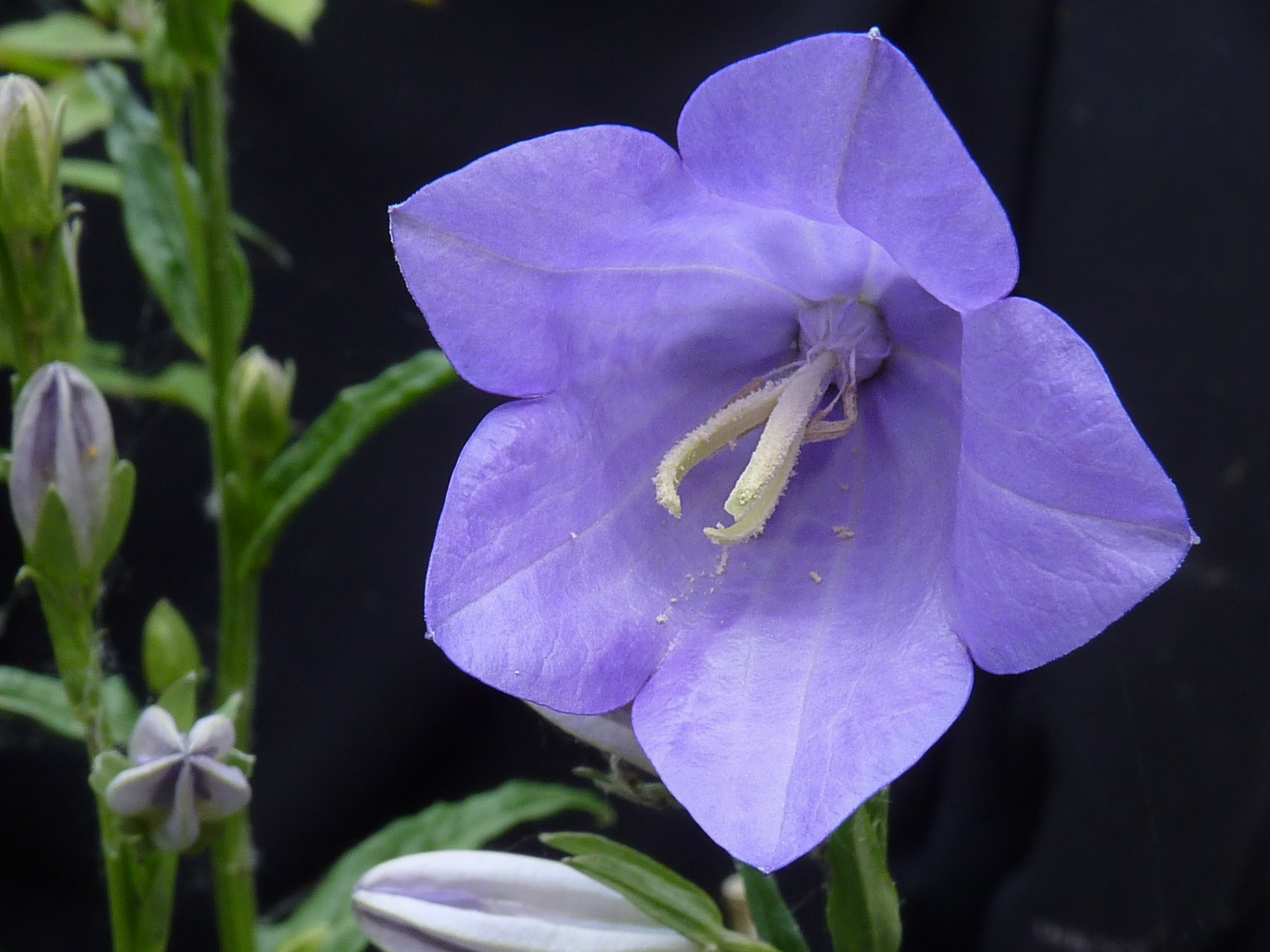
dzwonek brzoskwiniolistny
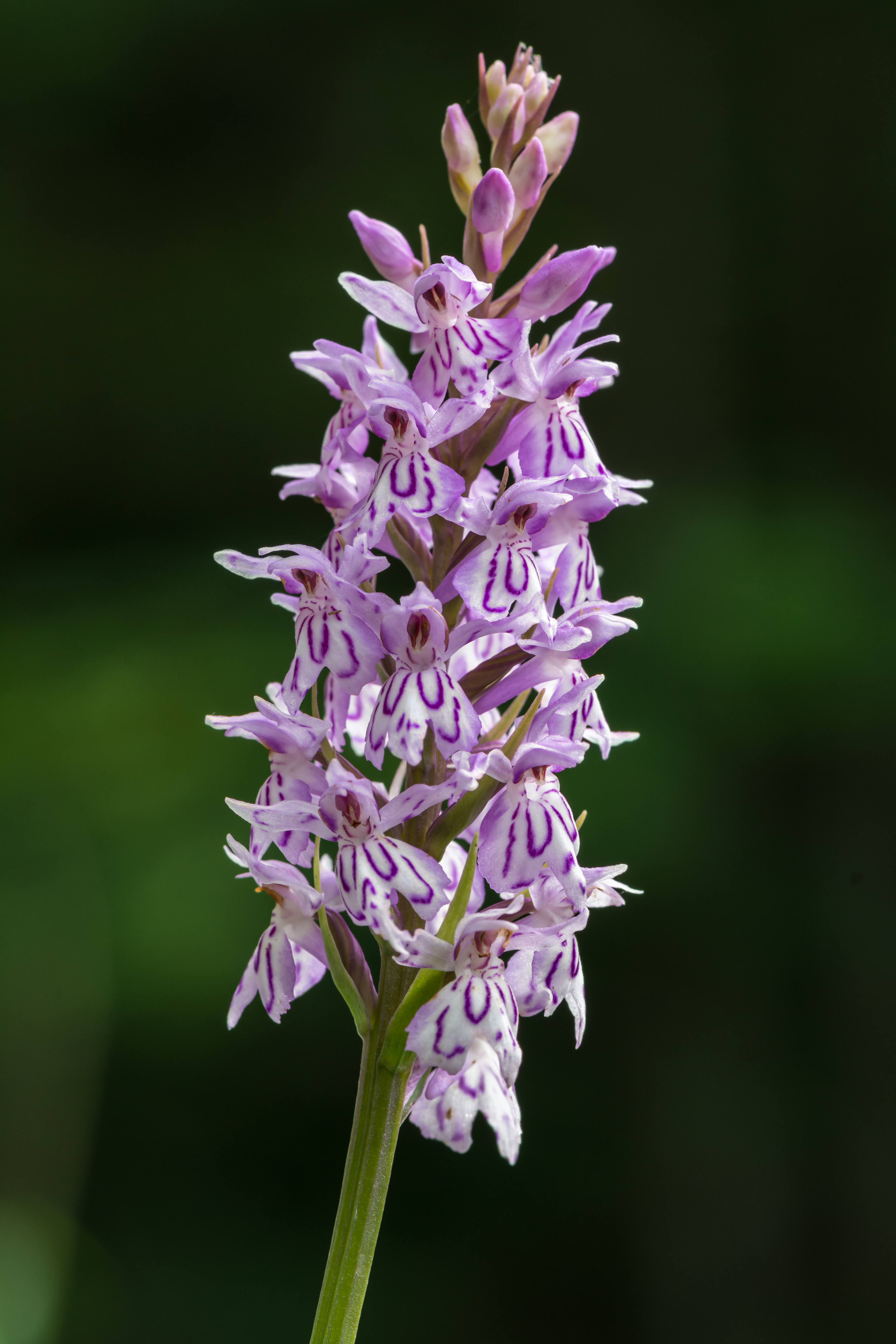
kukułka Fuchsa
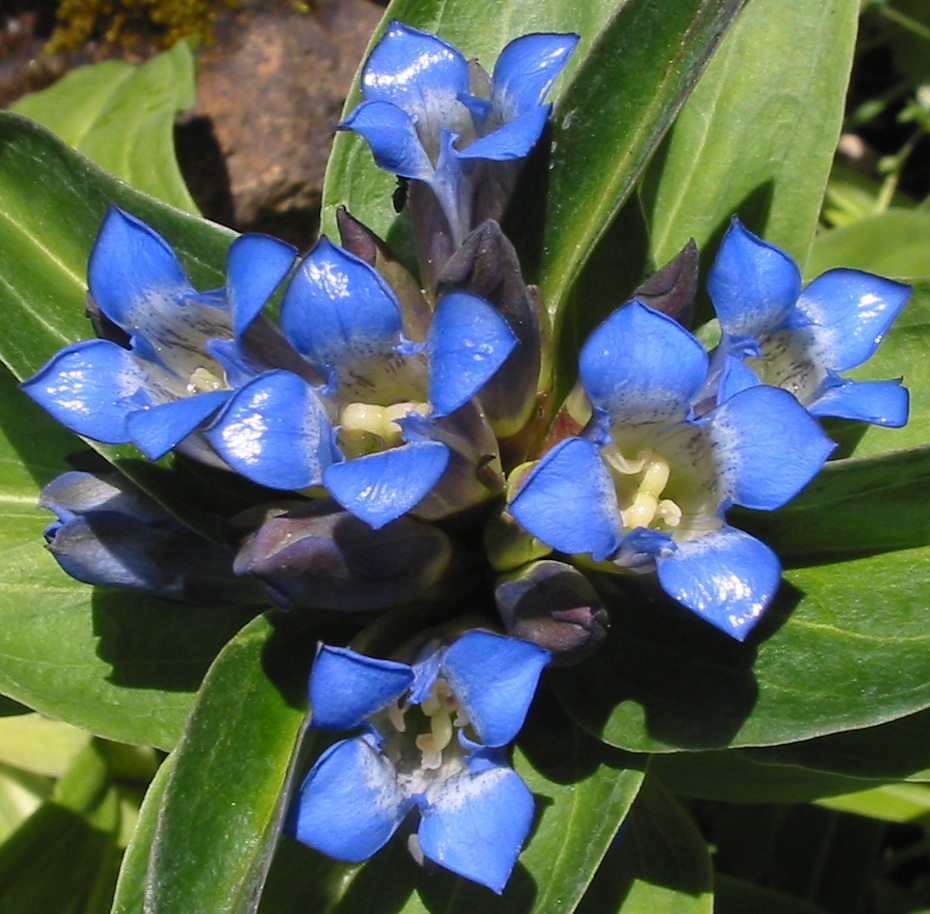
goryczka krzyżowa
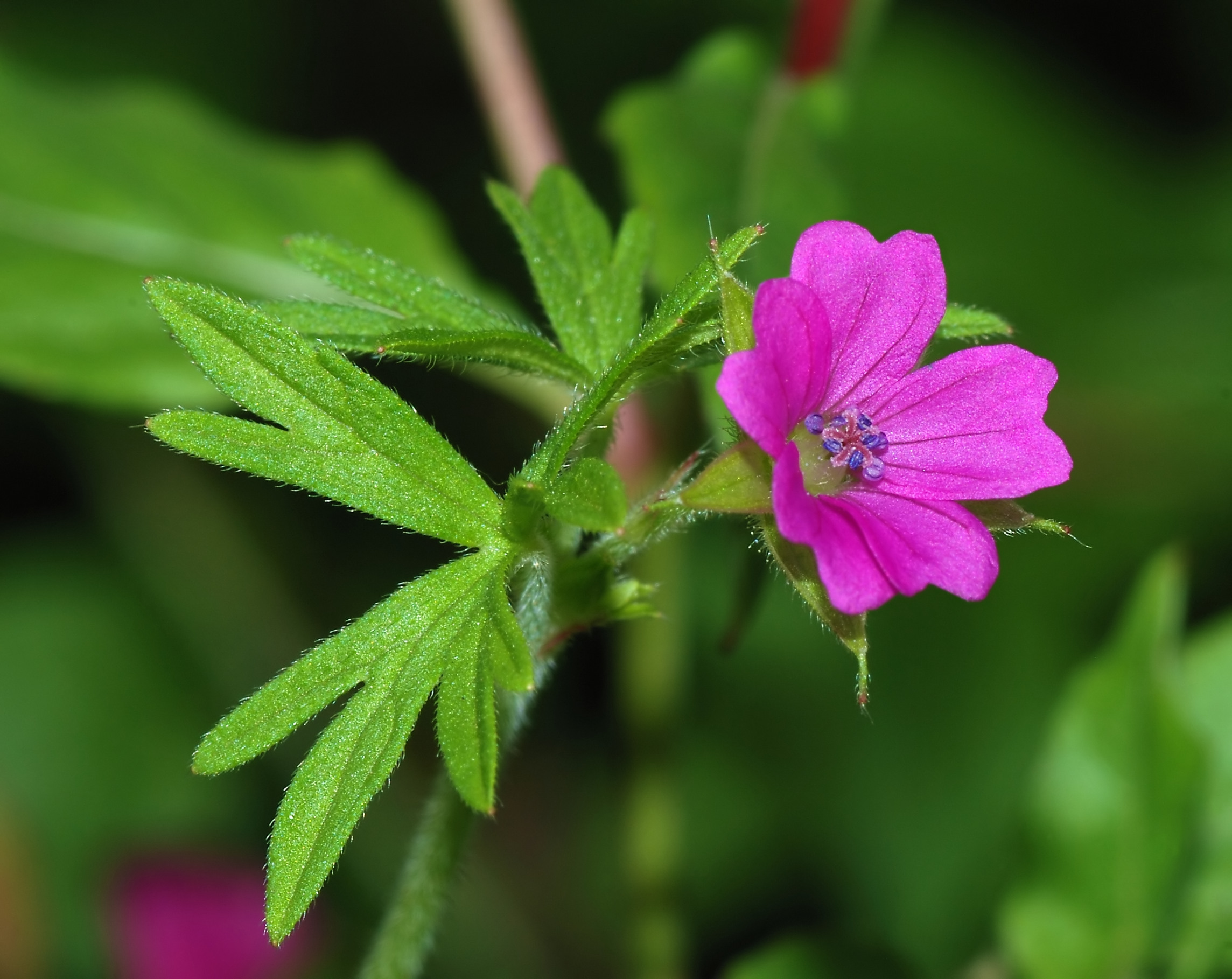
bodziszek porozcinany
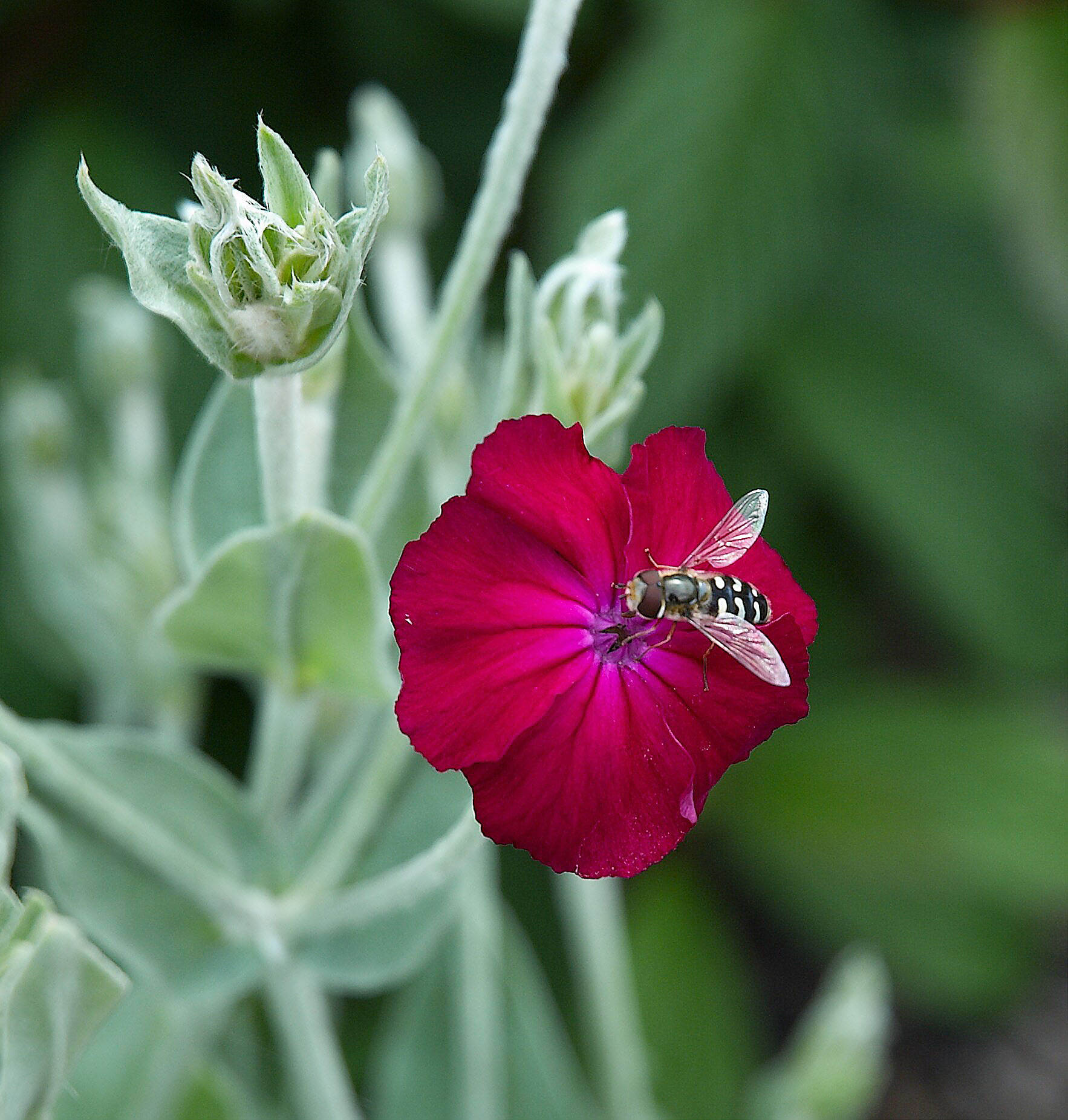
firletka kwiecista
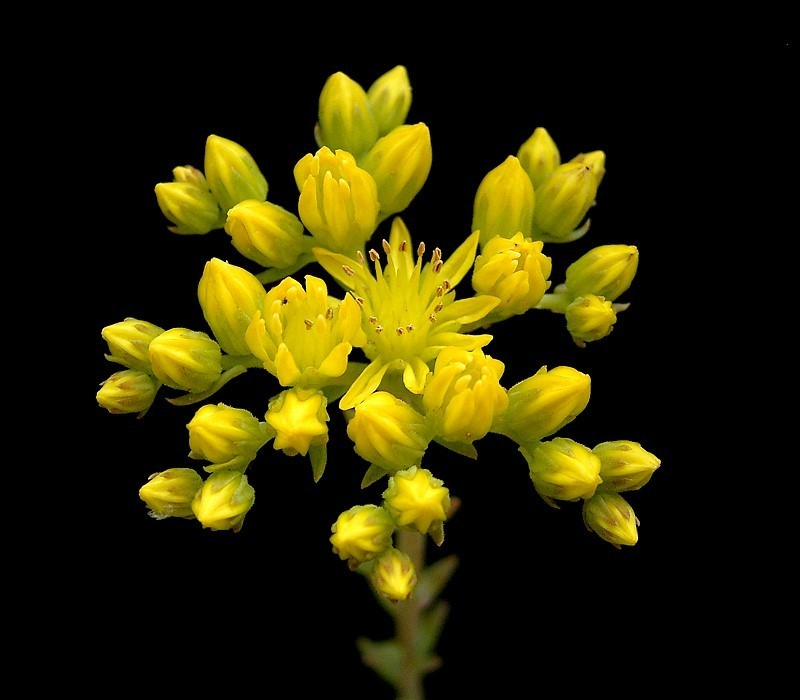
rozchodnik ościsty
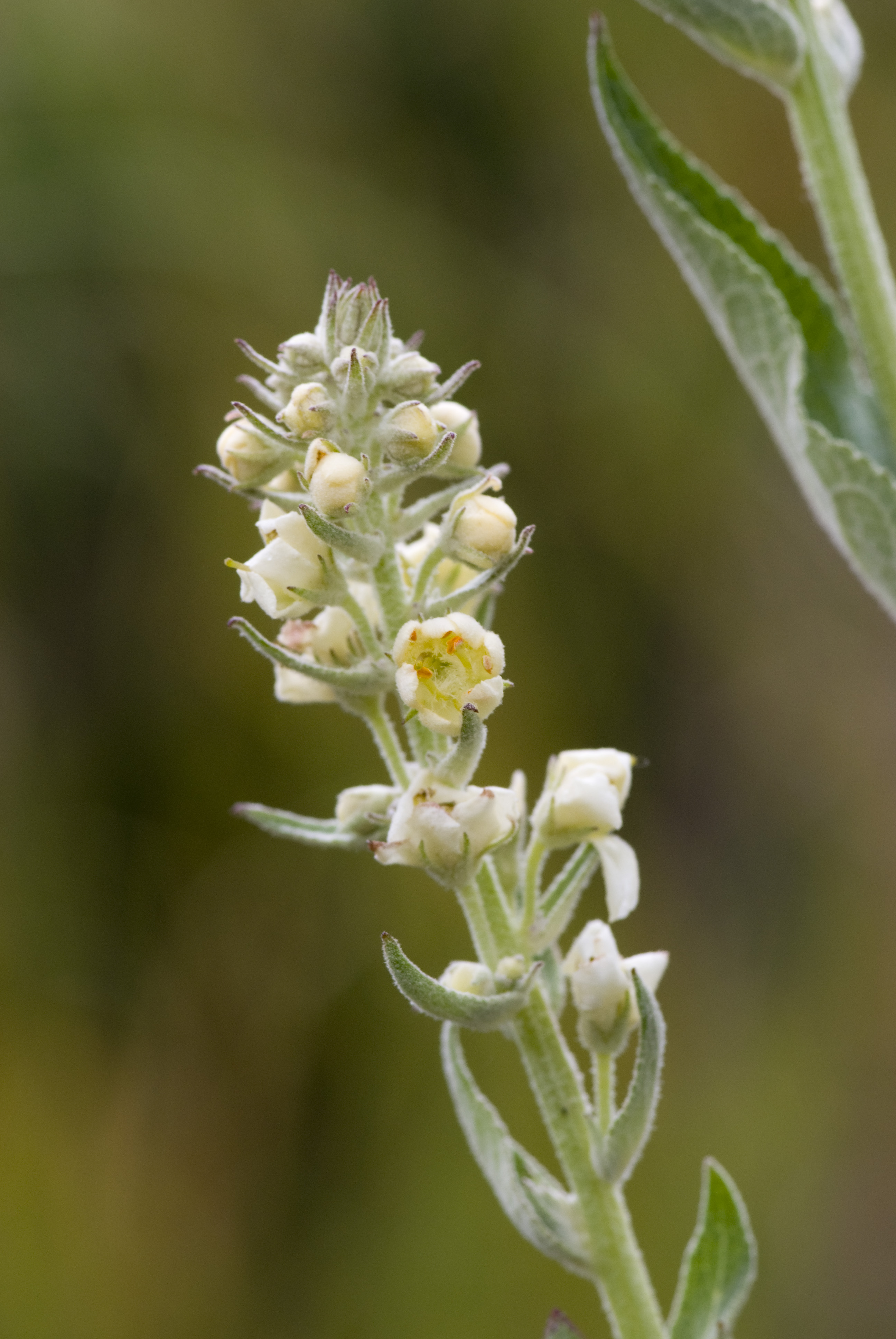
dziewanna firletkowa

## Fauna
SsakiNa terenie parku zaobserwowano takie ssaki jak: jeż wschodni (Erinaceus roumanicus), ryjówka malutka (Sorex minutus), zębiełek karliczek (Crocidura suaveolens), Rhinolophus euryale, Rhinolophus ferrumequinum, podkowiec mały (Rhinolophus hipposideros), Myotis aurascens, nocek ostrouchy (Myotis blythii), nocek orzęsiony (Myotis emarginatus), nocek duży (Myotis myotis), karlik średni (Pipistrellus kuhlii), karlik malutki (Pipistrellus pipistrellus), karlik drobny (Pipistrellus pygmaeus), Hypsugo savii, borowiaczek (Nyctalus leisleri), mroczek późny (Eptesicus serotinus), gacek brunatny (Plecotus auritus), Miniopterus schreibersii, molosek europejski (Tadarida teniotis), zając szarak (Lepus europaeus), królik europejski (Oryctolagus cuniculus), wiewiórka pospolita (Sciurus vulgaris), darniówka pospolita (Microtus subterraneus), nornik śnieżny (Chionomys nivalis), Nannospalax leucodon, mysz leśna (Apodemus flavicollis), mysz zaroślowa (Apodemus sylvaticus), popielica (Glis glis), orzesznica (Muscardinus avellanarius), lis rudy (Vulpes vulpes), łasica (Mustela nivalis), kuna domowa (Martes foina), borsuk (Meles meles), wydra (Lutra lutra), dzik (Sus scrofa) i sarna (Capreolus capreolus).

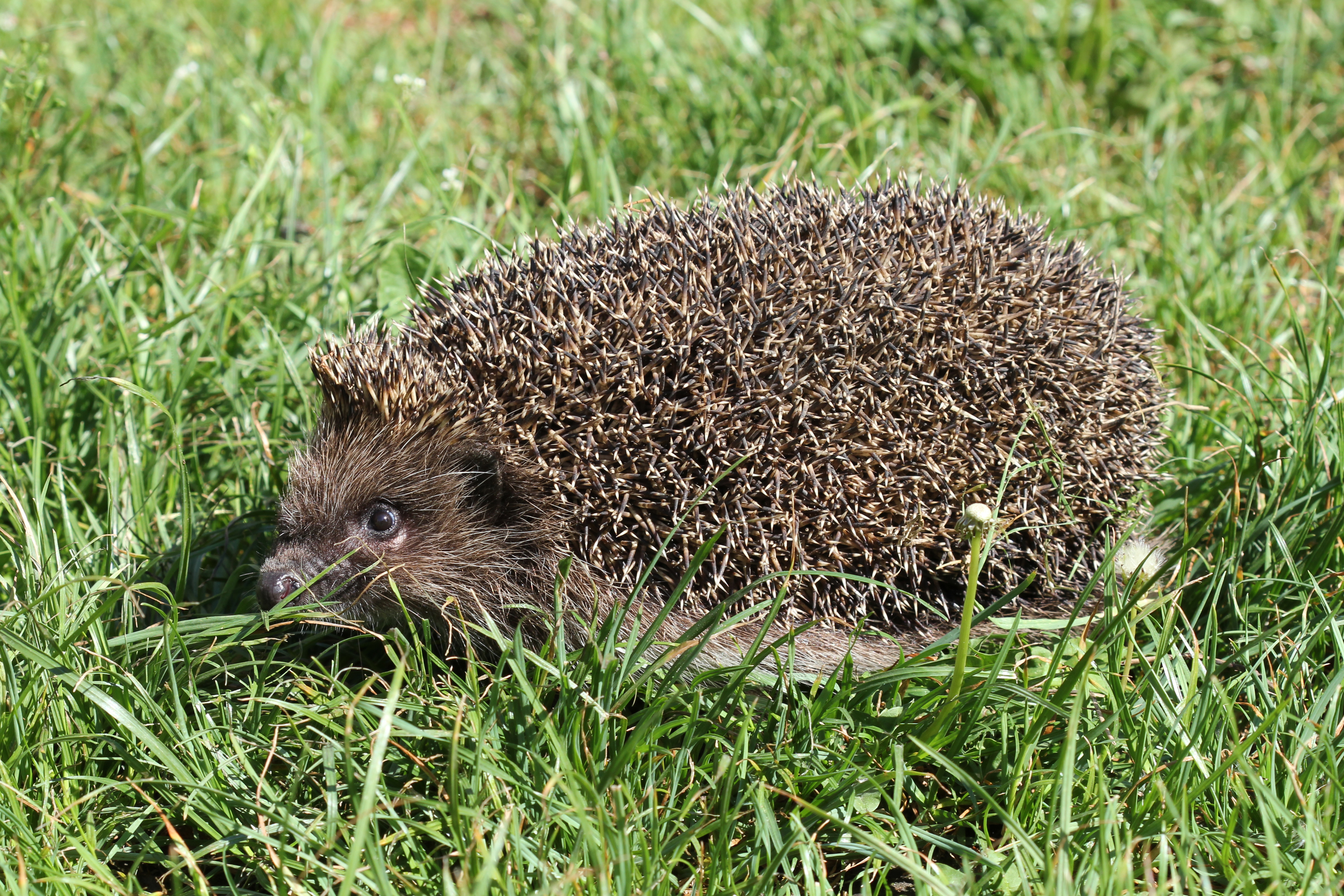
jeż wschodni
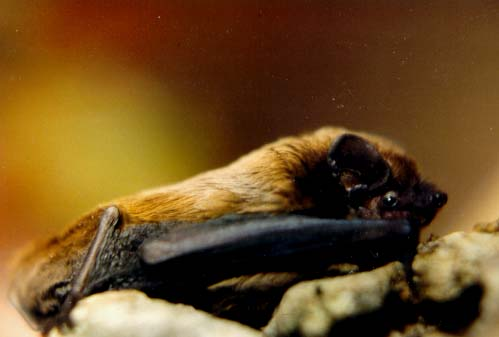
borowiaczek
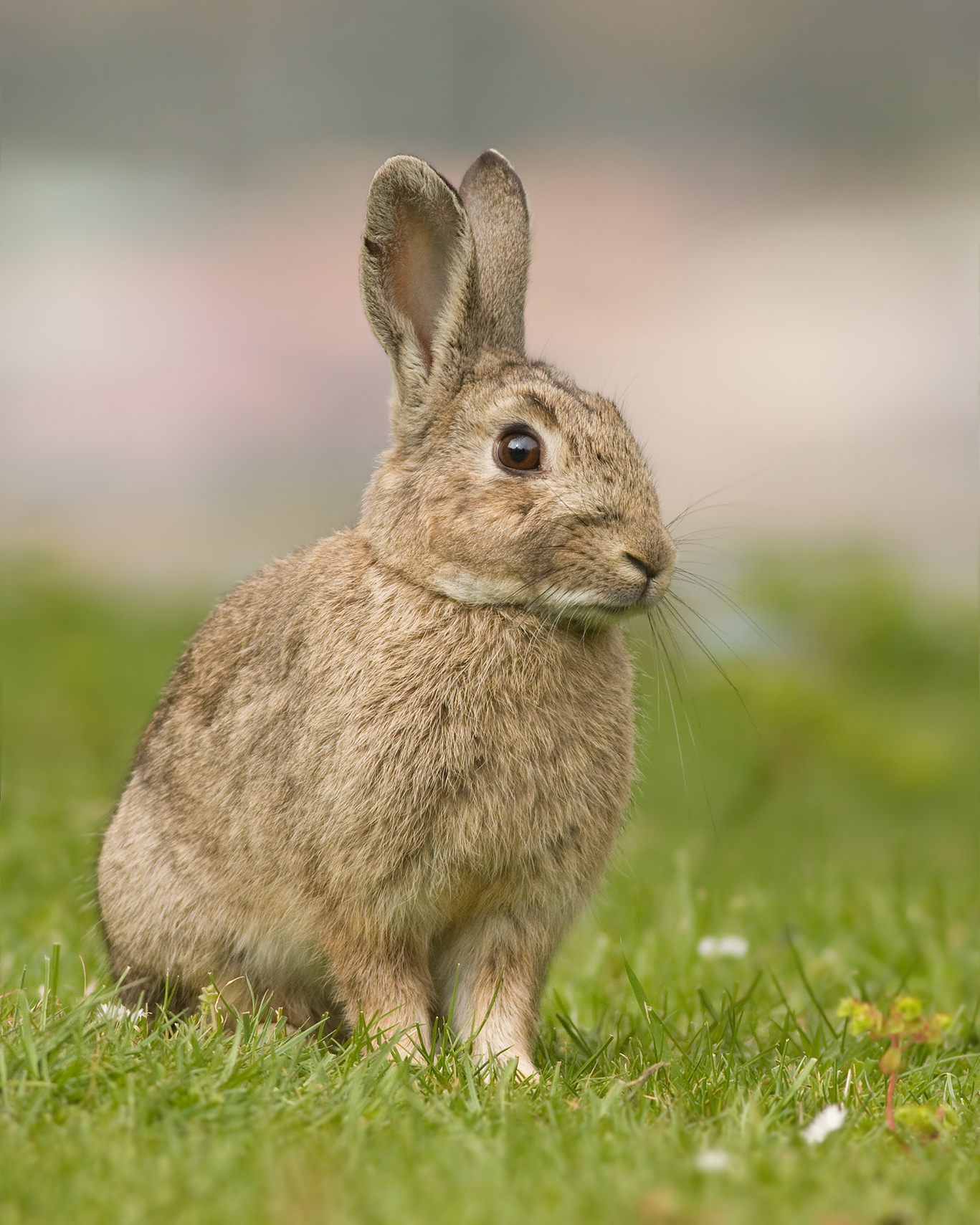
królik europejski
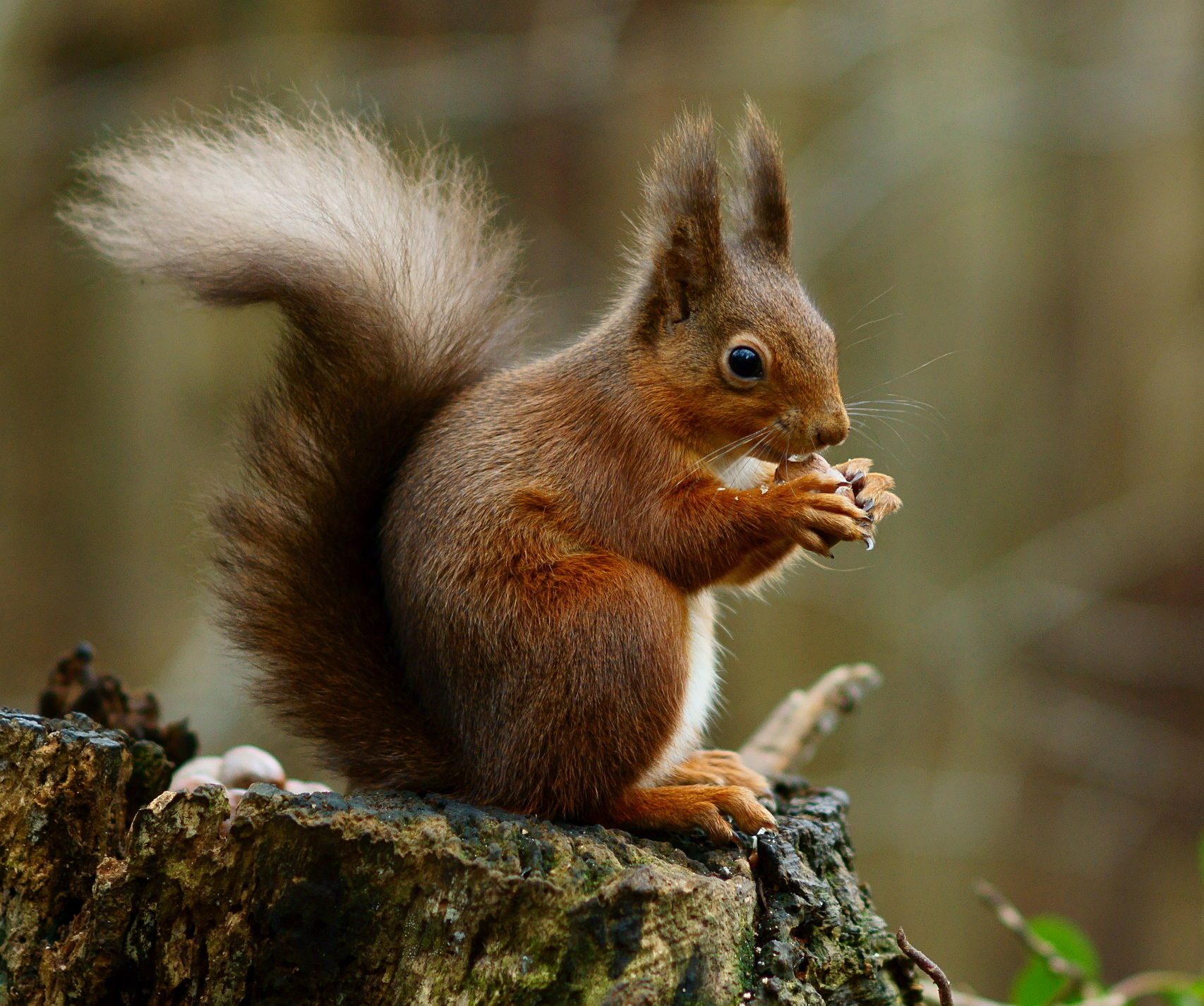
wiewiórka pospolita
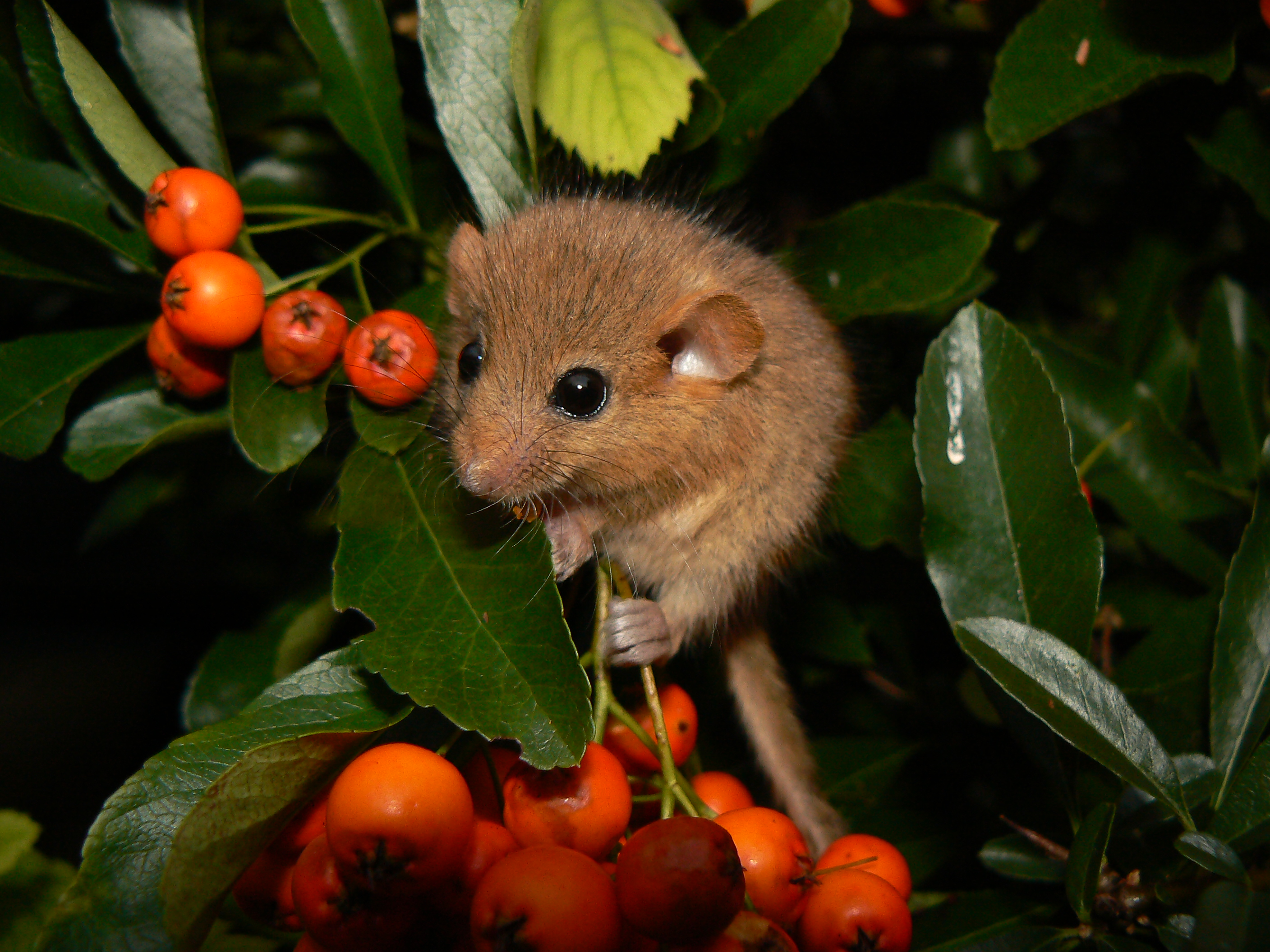
orzesznica
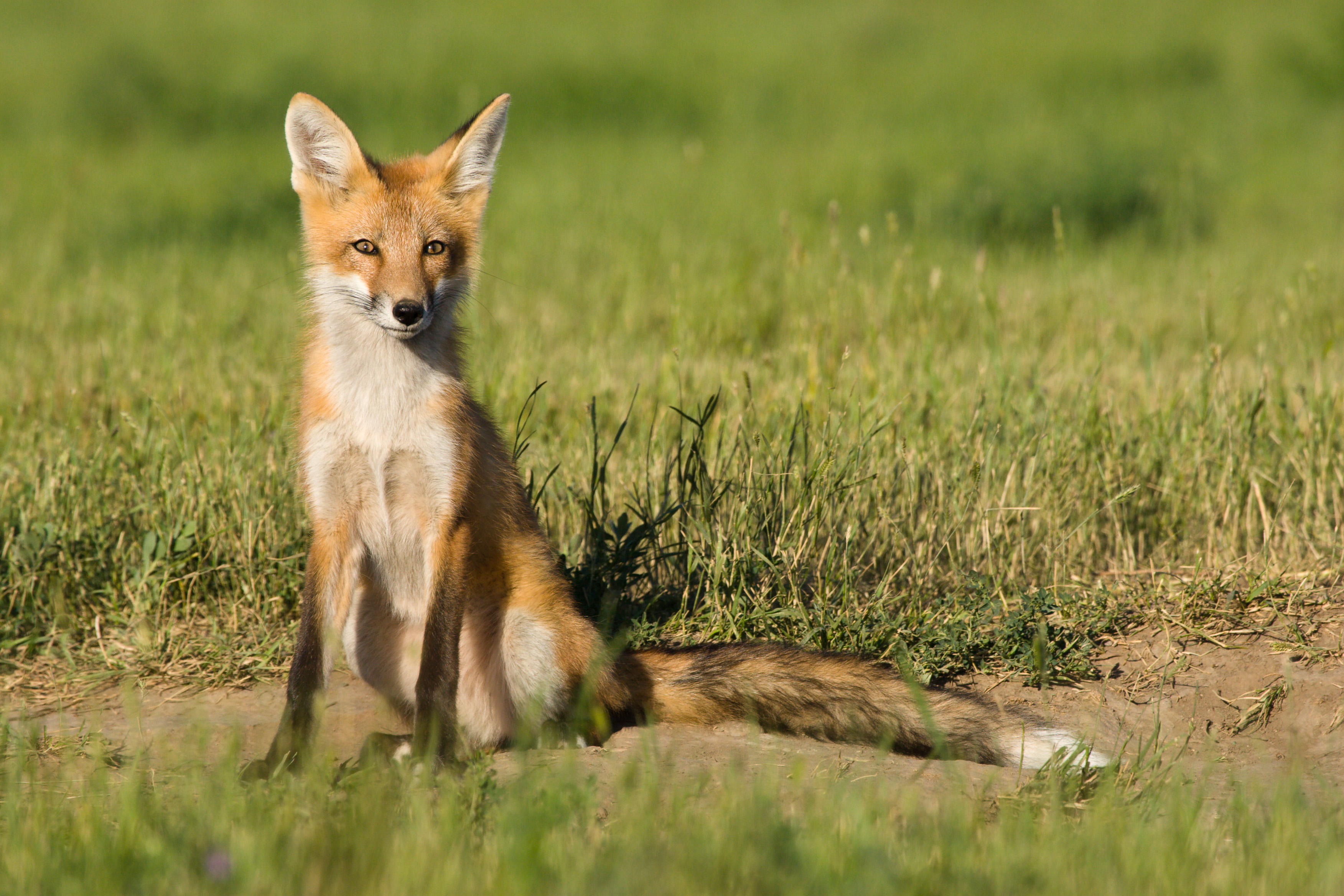
lis rudy
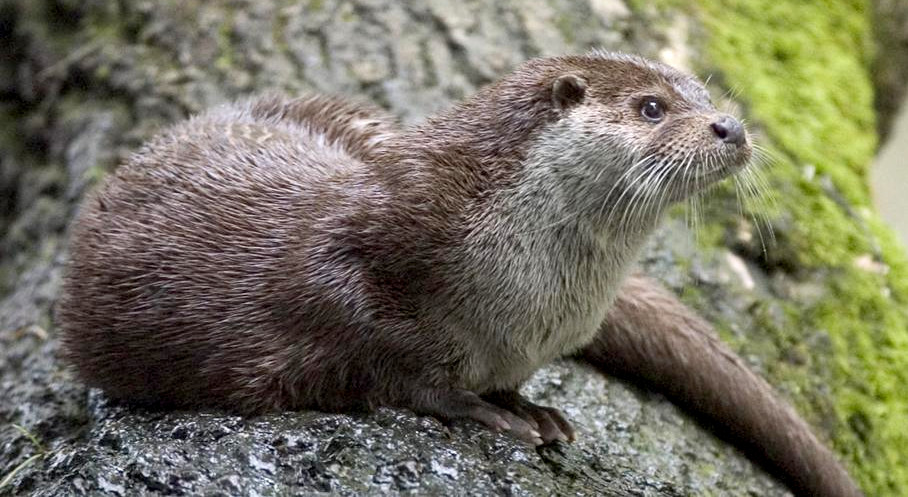
wydra

PtakiWystępują tutaj takie gatunki ptaków jak: perkozek zwyczajny (Tachybaptus ruficollis), perkoz zausznik (Podiceps nigricollis), perkoz dwuczuby (Podiceps cristatus), pelikan różowy (Pelecanus onocrotalus), pelikan kędzierzawy (Pelecanus crispus), kormoran zwyczajny (Phalacrocorax carbo), kormoran mały (Phalacrocorax pygmeus), bączek zwyczajny (Ixobrychus minutus), bocian biały (Ciconia ciconia), bocian czarny (Ciconia nigra), czapla siwa (Ardea cinerea), czapla nadobna (Egretta garzetta), czapla biała (Casmerodius albus), nurogęś (Mergus merganser), orzeł przedni (Aquila chrysaetos), gadożer zwyczajny (Circaetus gallicus), myszołów zwyczajny (Buteo buteo), trzmielojad zwyczajny (Pernis apivorus), błotniak stawowy (Circus aeruginosus), błotniak łąkowy (Circus pygarus), jastrząb zwyczajny (Accipiter gentilis), krogulec zwyczajny (Accipiter nisus), pustułka zwyczajna (Falco tinnunculus), kobuz (Falco subbuteo), przepiórka zwyczajna (Coturnix coturnix), wodnik zwyczajny (Rallus aquaticus), kokoszka zwyczajna (Gallinula chloropus), łyska zwyczajna (Fulica atra), brodziec piskliwy (Actitis hypoleucos), samotnik (Tringa ochropus), mewa romańska (Larus michahellis), mewa śmieszka (Larus ridibundus), mewa czarnogłowa (Larus melanocephalus), rybitwa rzeczna (Sterna hirundo), siniak (Columba oenas), gołąb skalny (Columba livia), sierpówka (Streptopelia decaocto), turkawka zwyczajna (Streptopelia turtur), kukułka zwyczajna (Cuculus canorus), puszczyk zwyczajny (Strix aluco), puchacz zwyczajny (Bubo bubo), syczek zwyczajny (Otus scops), pójdźka zwyczajna (Athene noctua), lelek zwyczajny (Caprimulgus europaeus), dudek (Upupa epops), zimorodek zwyczajny (Alcedo atthis), żołna zwyczajna (Merops apiaster), dzięcioł zielony (Picus viridis), dzięcioł duży (Dendrocopos major), dzięcioł białoszyi (Dendrocopos syriacus), dzięciołek (Dendrocopos minor), dzięcioł czarny (Dryocopus martius), krętogłów zwyczajny (Jynx torquilla), jerzyk zwyczajny (Apus apus), jerzyk blady (Apus pallidus), jerzyk alpejski (Apus melba), lerka (Lullula arborea), skowronek zwyczajny (Alauda arvensis), dzierlatka zwyczajna (Galerida cristata), świergotek drzewny (Anthus trivialis), świergotek polny (Anthus campestris), pliszka siwa (Motacilla alba), pliszka żółta (Motacilla flava), pliszka górska (Motacilla cinera), jaskółka rudawa (Hirundo daurica), dymówka (Hirundo rustica), oknówka zwyczajna (Delichon urbica), brzegówka zwyczajna (Riparia riparia), jaskółka skalna (Ptyonoprogne rupestris), gąsiorek (Lanius collurio), dzierzba czarnoczelna (Lanius minor), pluszcz zwyczajny (Cinclus cinclus), rudzik (Erithacus rubecula), kapturka (Sylvia atricapilla), pierwiosnek (Phylloscopus collybita), białorzytka zwyczajna (Oenanthe oenanthe), pokląskwa (Saxicola rubetra), kląskawka zwyczajna (Saxicola rubicola), drozdówka rdzawa (Cercotrichas galactotes), kopciuszek zwyczajny (Phoenicurus ochruros), lutniczka zachodnia (Sylvia hortensis), pokrzewka aksamitna (Sylvia melanocephala), trzciniak zwyczajny (Acrocephalus arundinaceus), trzcinniczek zwyczajny (Acrocephalus scirpaceus), zaganiacz blady (Hippolais pallida), słowik rdzawy (Luscinia megarhynchos), kos zwyczajny (Turdus merula), drozd śpiewak (Turdus philomelos), wilga zwyczajna (Oriolus oriolus), szpak zwyczajny (Sturnus vulgaris), sójka zwyczajna (Garrulus glandarius), kawka zwyczajna (Corvus monedula), sroka zwyczajna (Pica pica), wrona siwa (Corvus cornix), kruk zwyczajny (Corvus corax), sikora uboga (Parus palustris), raniuszek zwyczajny (Aegithalos caudatus), bogatka zwyczajna (Parus major), sikora żałobna (Parus lugubris), kowalik zwyczajny (Sitta europaea), pełzacz leśny (Certhia familiaris), wróbel zwyczajny (Passer domesticus), mazurek (Passer montanus), zięba zwyczajna (Fringilla coelebs), gil zwyczajny (Pyrrhula pyrrhula), kulczyk zwyczajny (Serinus serinus), dzwoniec zwyczajny (Carduelis chloris), szczygieł (Carduelis carduelis), rzepołuch (Carduelis flavirostris), potrzeszcz (Miliaria calandra), trznadel zwyczajny (Emberiza citrinella), cierlik (Emberiza cirlus) i głuszek (Emberiza cia).

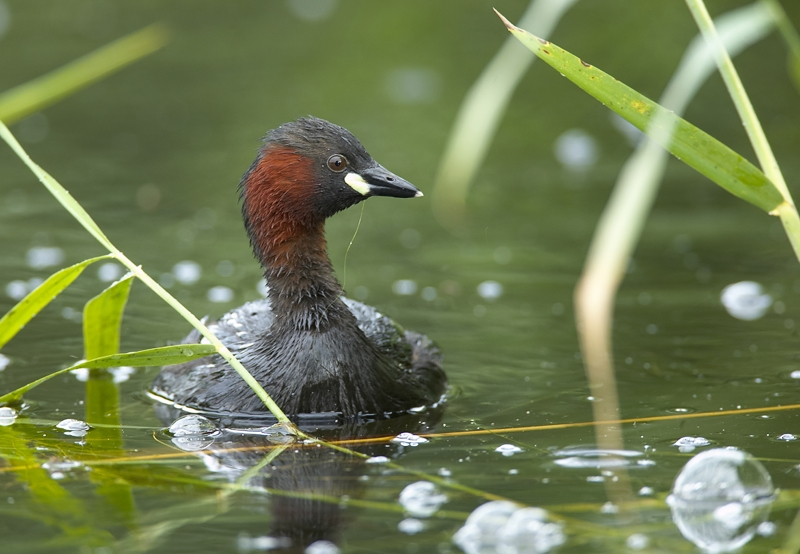
perkozek zwyczajny
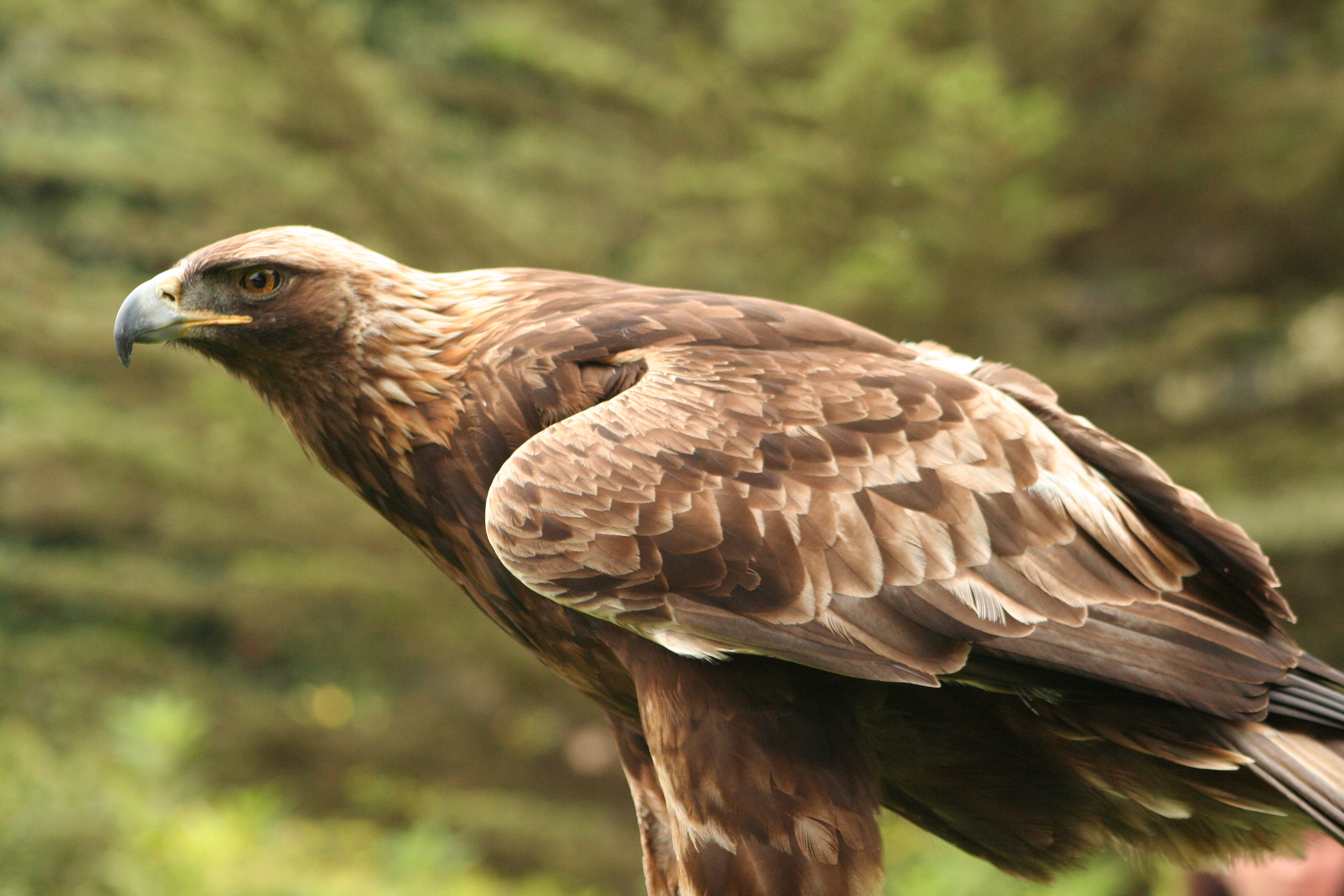
orzeł przedni
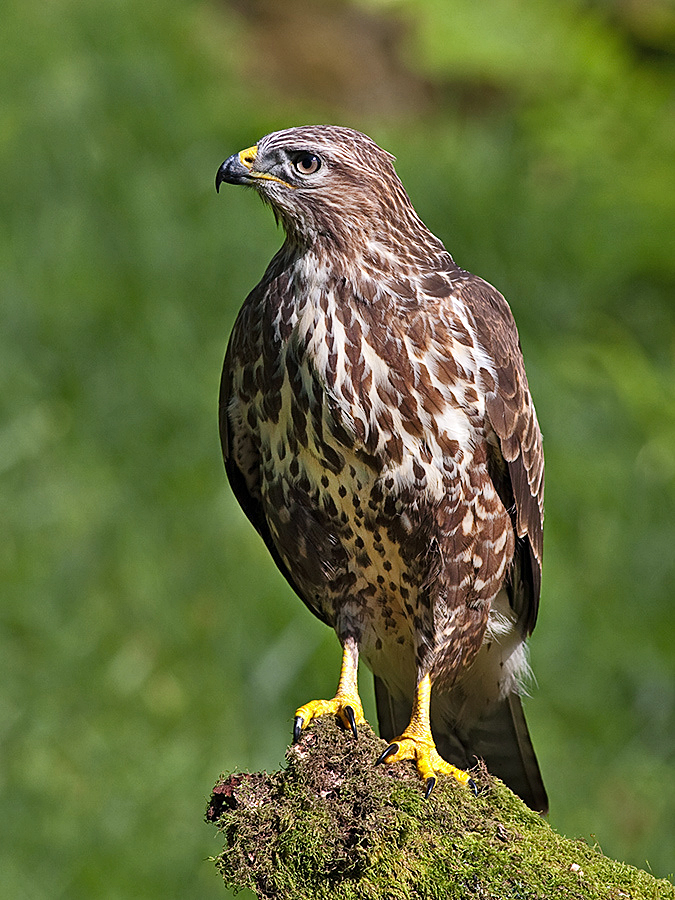
myszołów zwyczajny
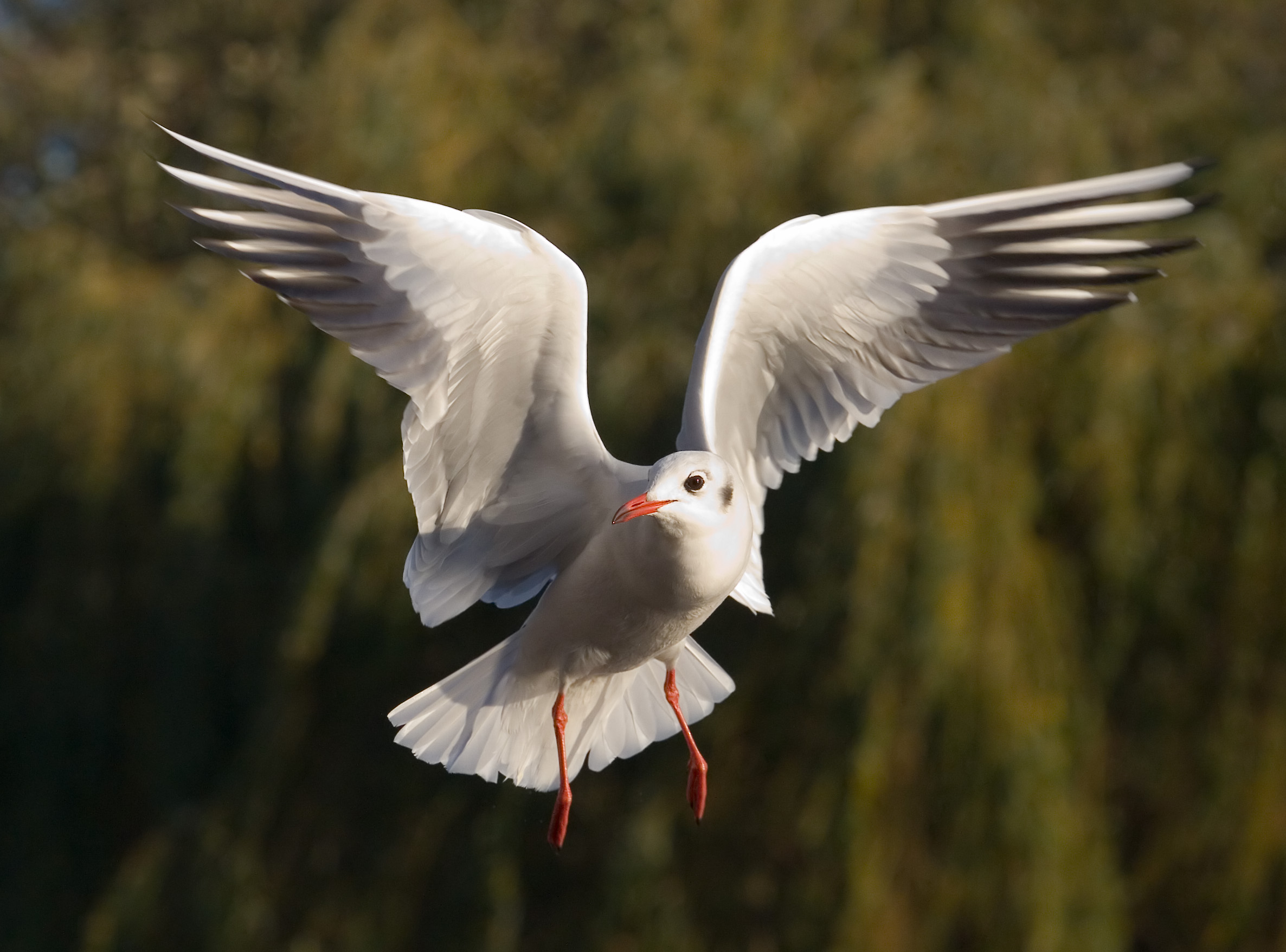
mewa śmieszka
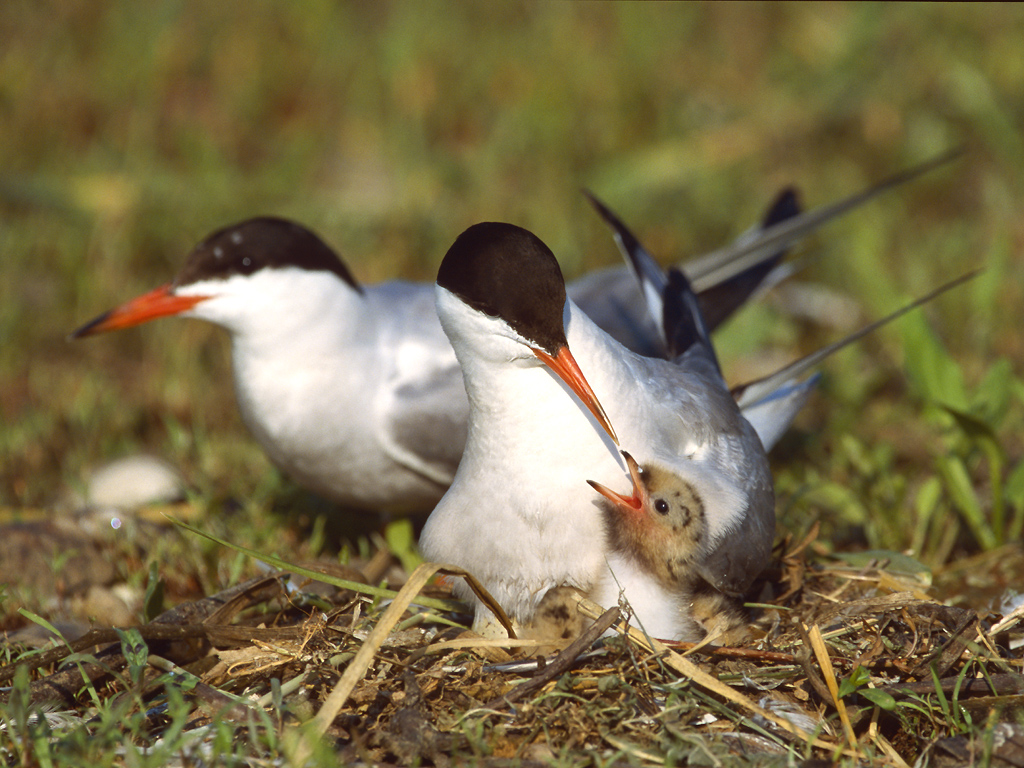
rybitwa rzeczna
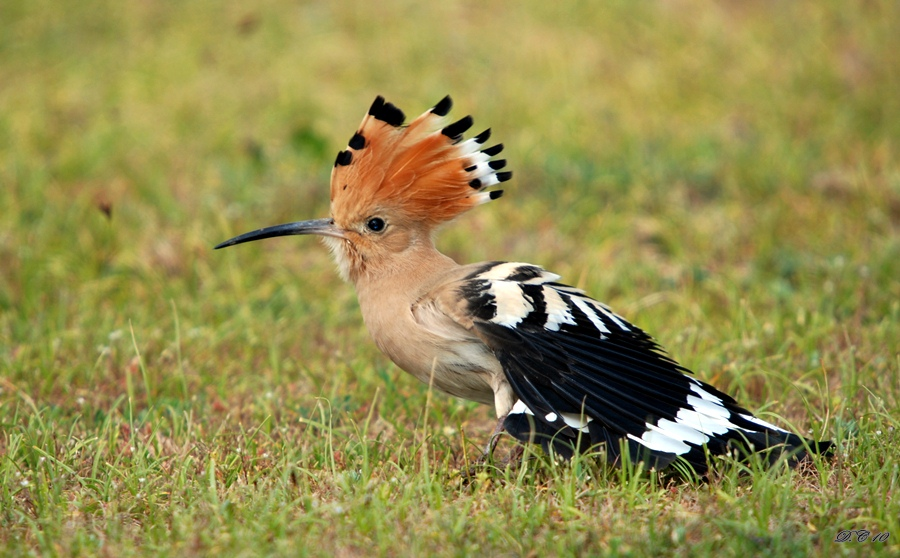
dudek
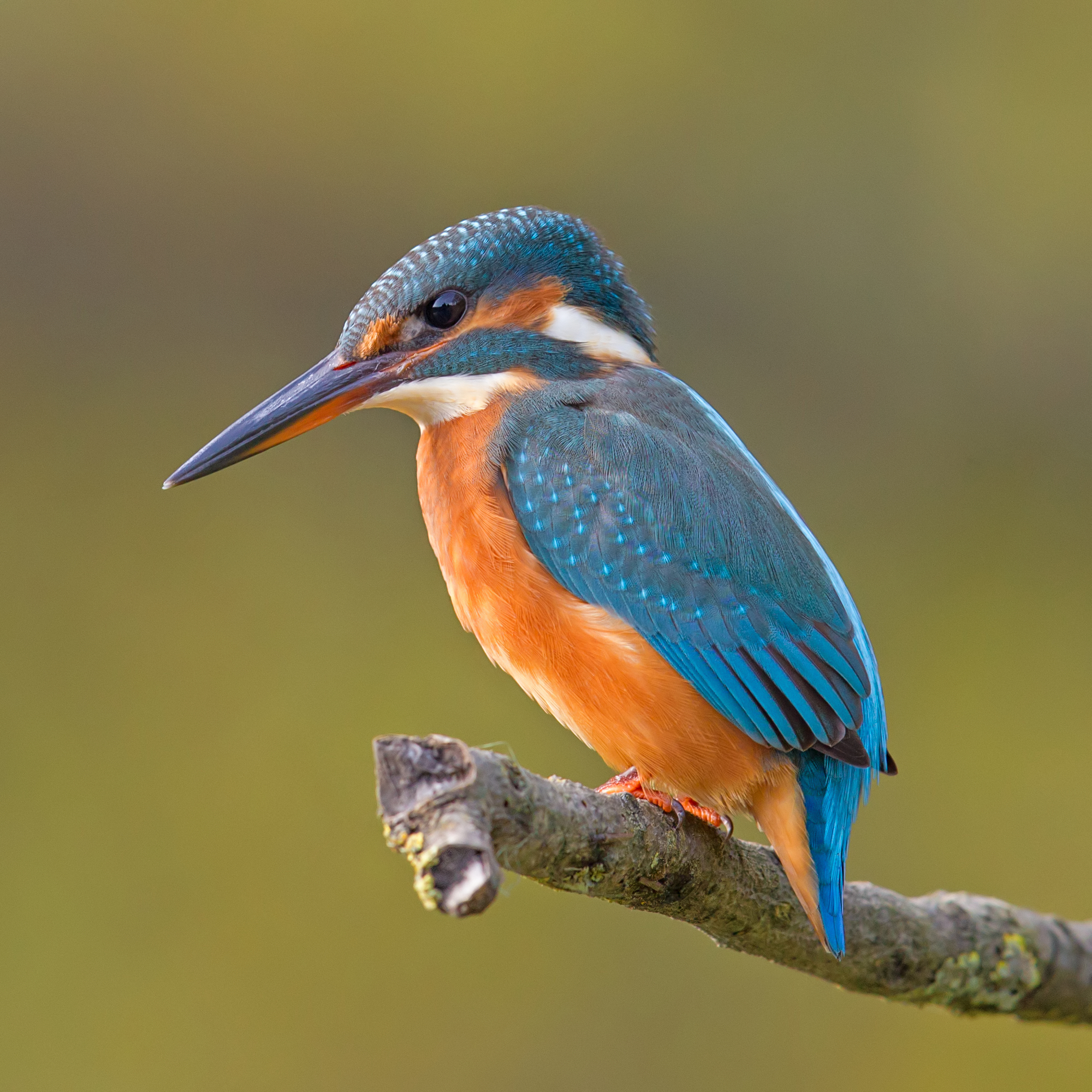
zimorodek zwyczajny
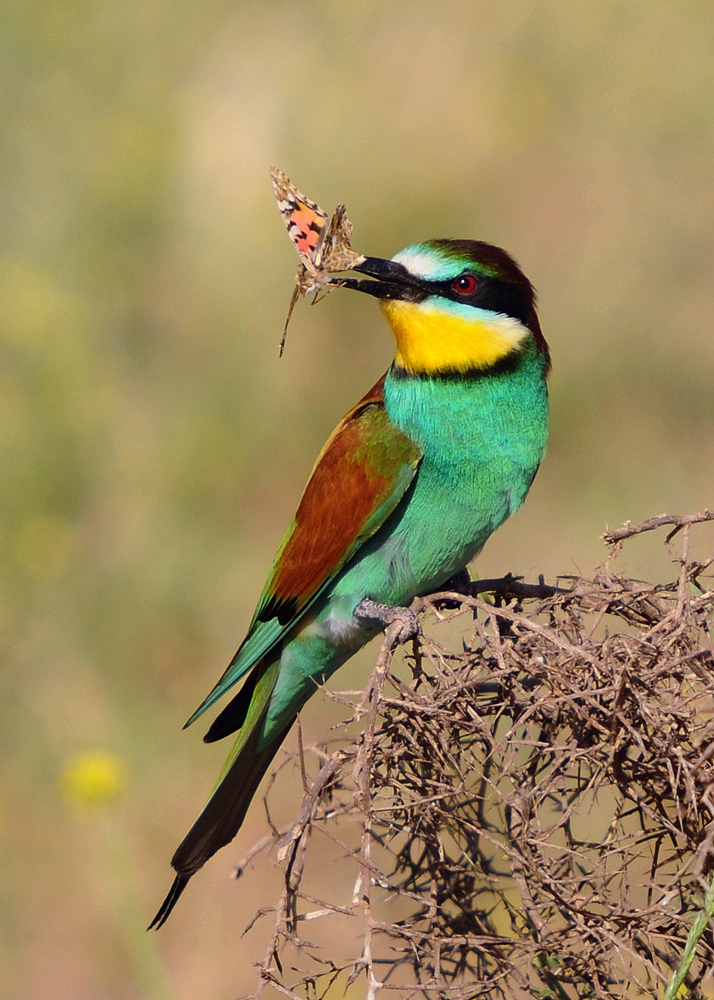
żołna zwyczajna
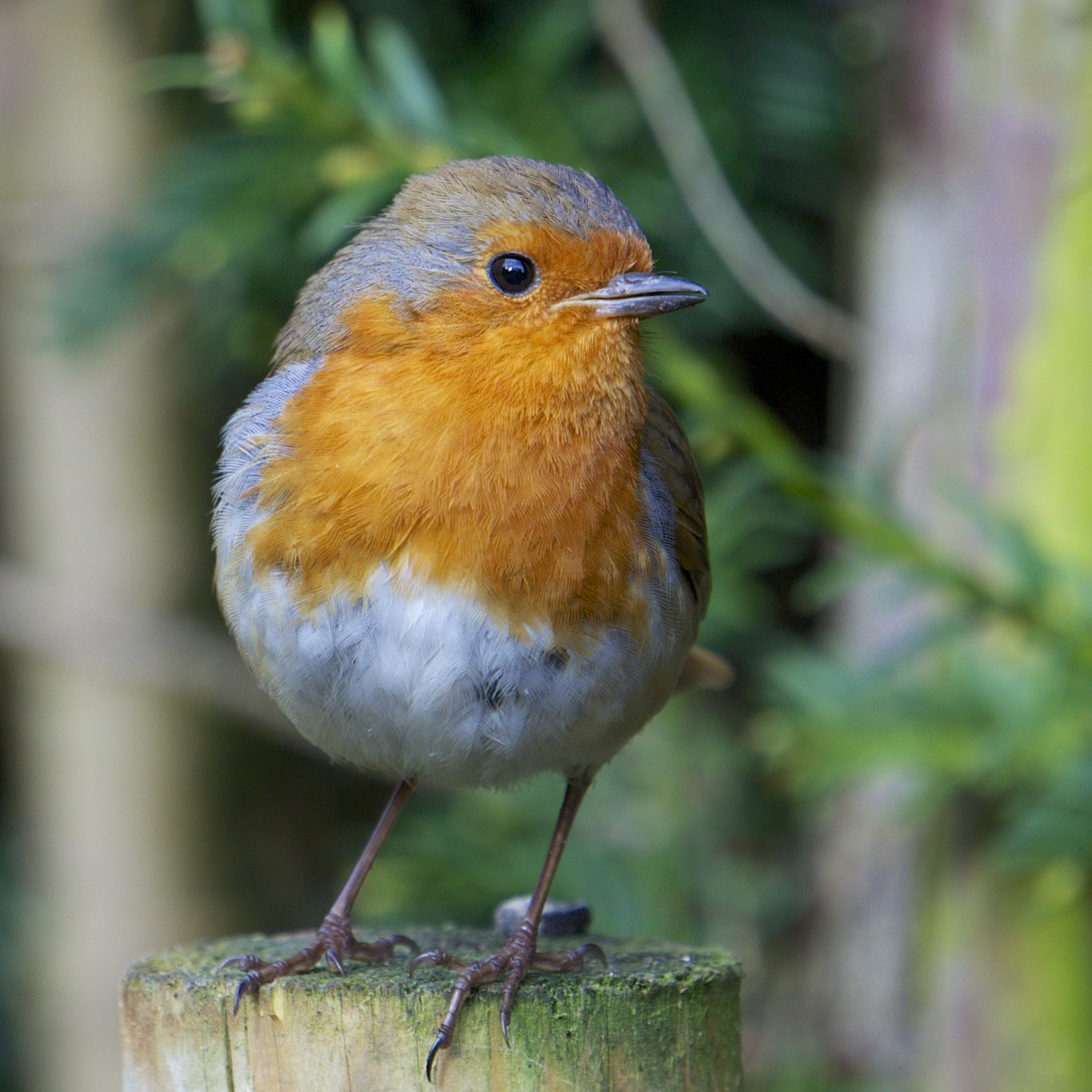
rudzik
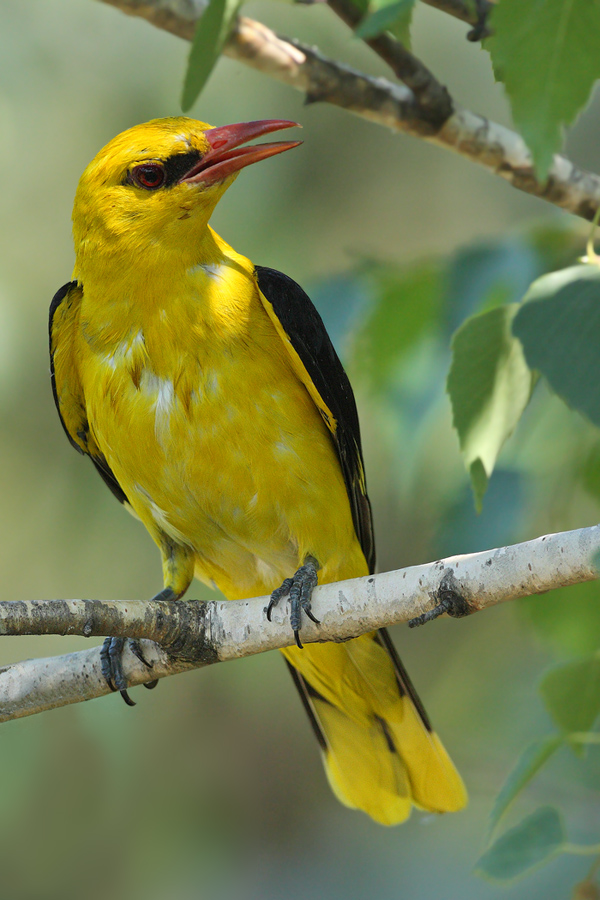
wilga zwyczajna
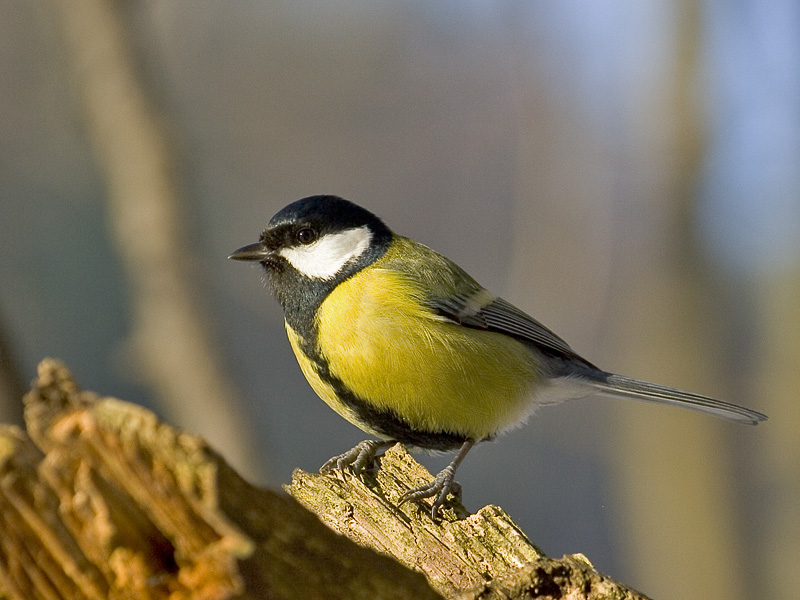
bogatka zwyczajna
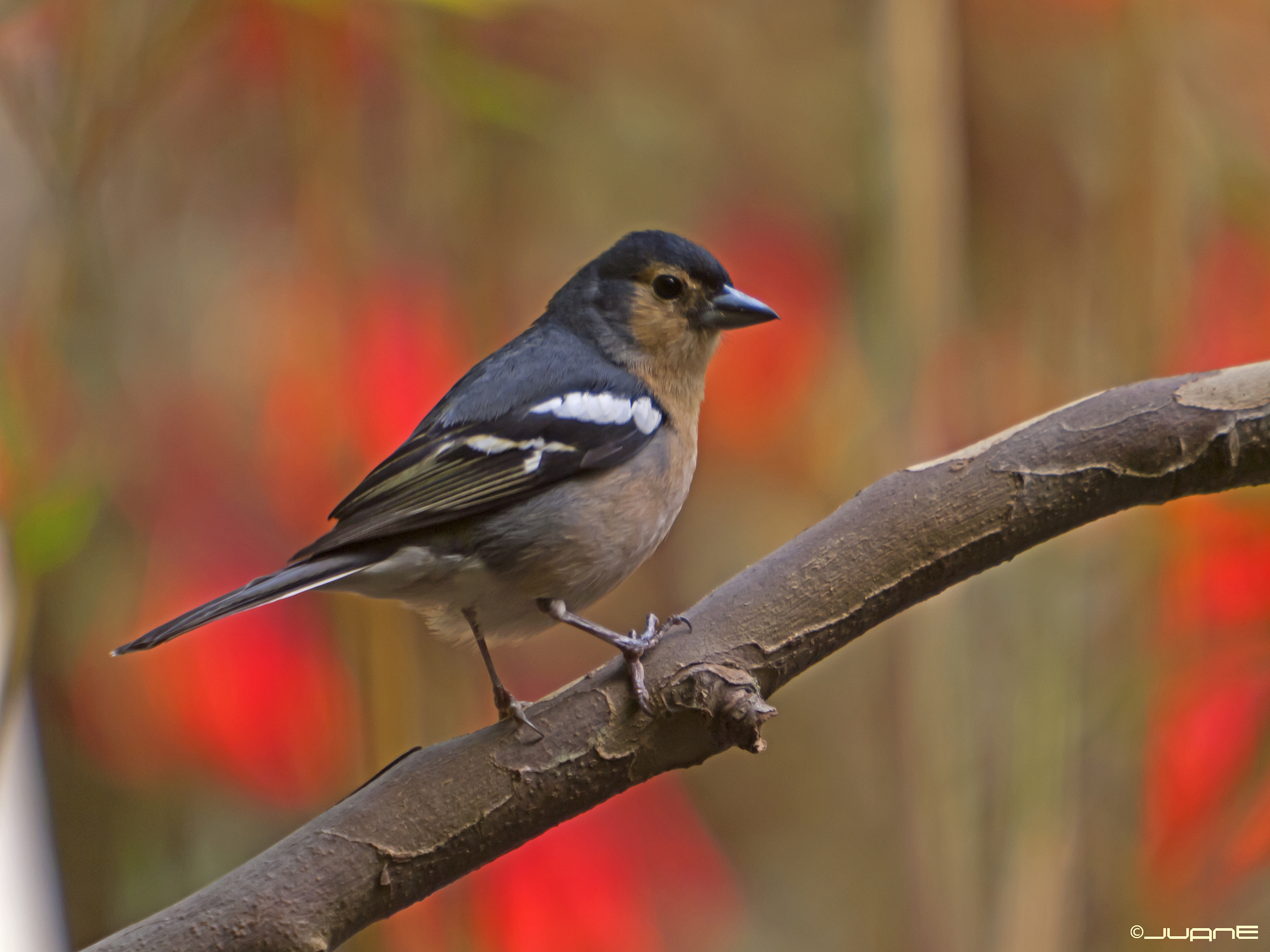
zięba zwyczajna
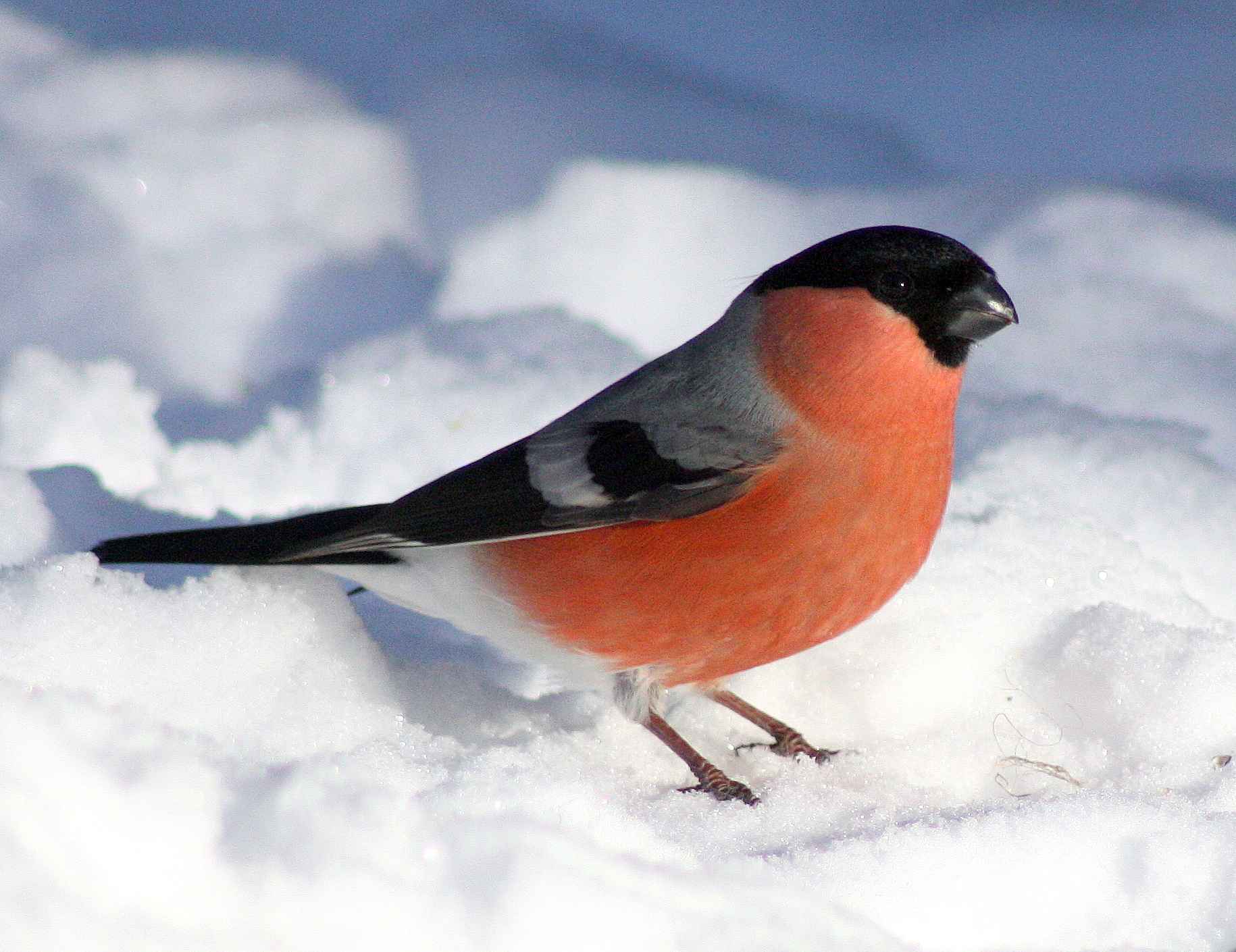
gil zwyczajny
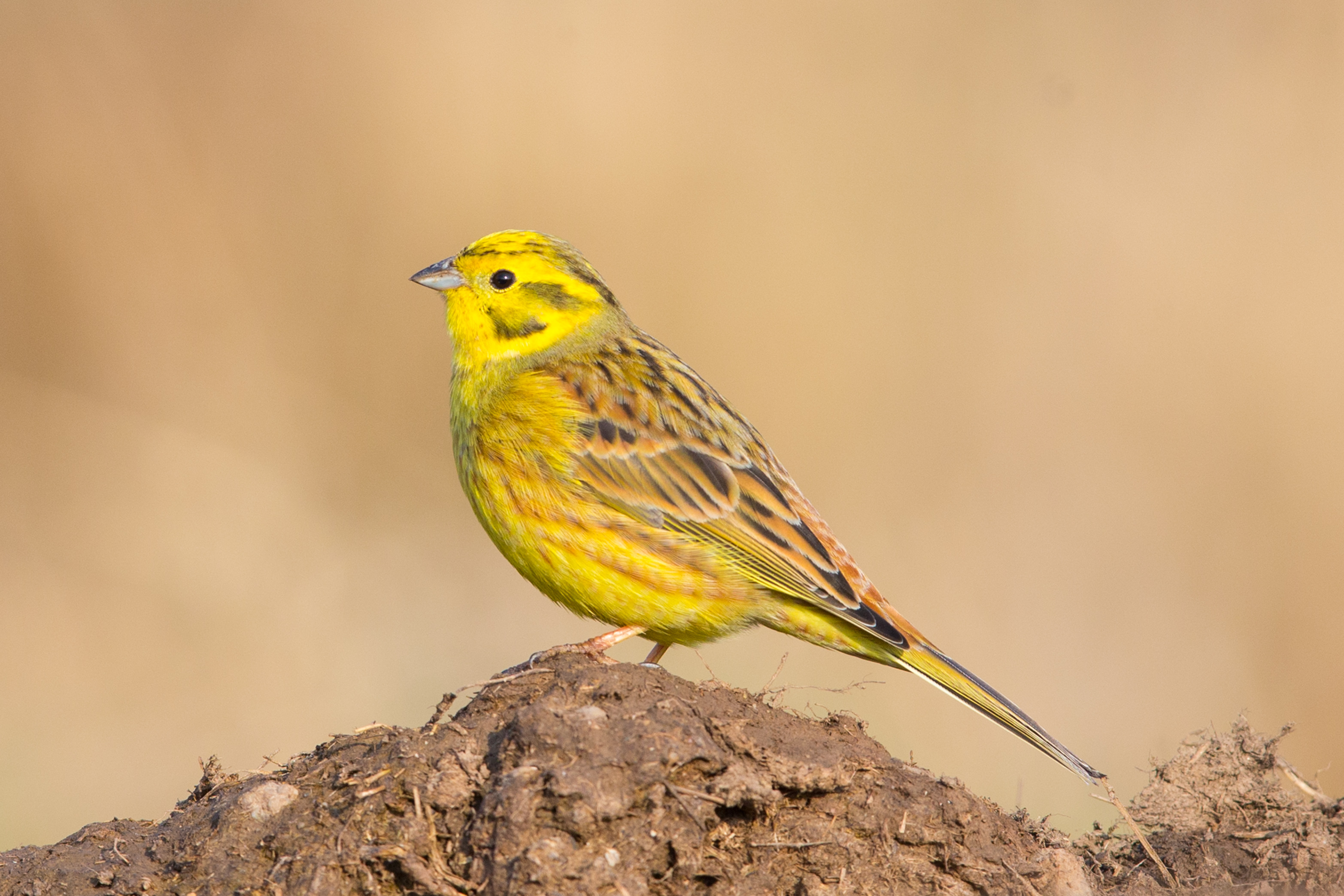
trznadel zwyczajny

Płazy i gadyW parku zarejestrowano takie gatunki płazów jak: salamandra plamista (Salamandra salamandra), traszka bladoskóra (Triturus carnifex), kumak górski (Bombina variegata), ropucha szara (Bufo bufo), ropucha zielona (Bufo viridis), rzekotka drzewna (Hyla arborea), żaba strumieniowa (Rana graeca), żaba dalmatyńska (Rana dalmatina) oraz żaba śmieszka (Rana ridibunda). Ponadto występują tu takie gady jak: jaszczurka zwinka (Lacerta agilis), jaszczurka zielona (Lacerta viridis), jaszczurka murowa (Podarcis muralis), Podarcis tauricus, padalec zwyczajny (Anguis fragilis), wąż czteropasiasty (Elaphe quatuorlineata), zaskroniec zwyczajny (Natrix natrix), zaskroniec rybołów (Natrix tesselata), gniewosz plamisty (Coronella austriaca), żółw błotny (Emys orbicularis), żółw grecki (Testudo hermanni) i żółw śródziemnomorski (Testudo graeca).

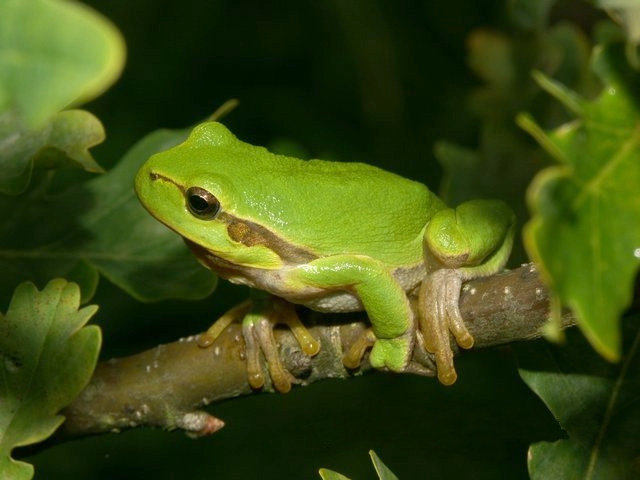
rzekotka drzewna
jaszczurka zielona
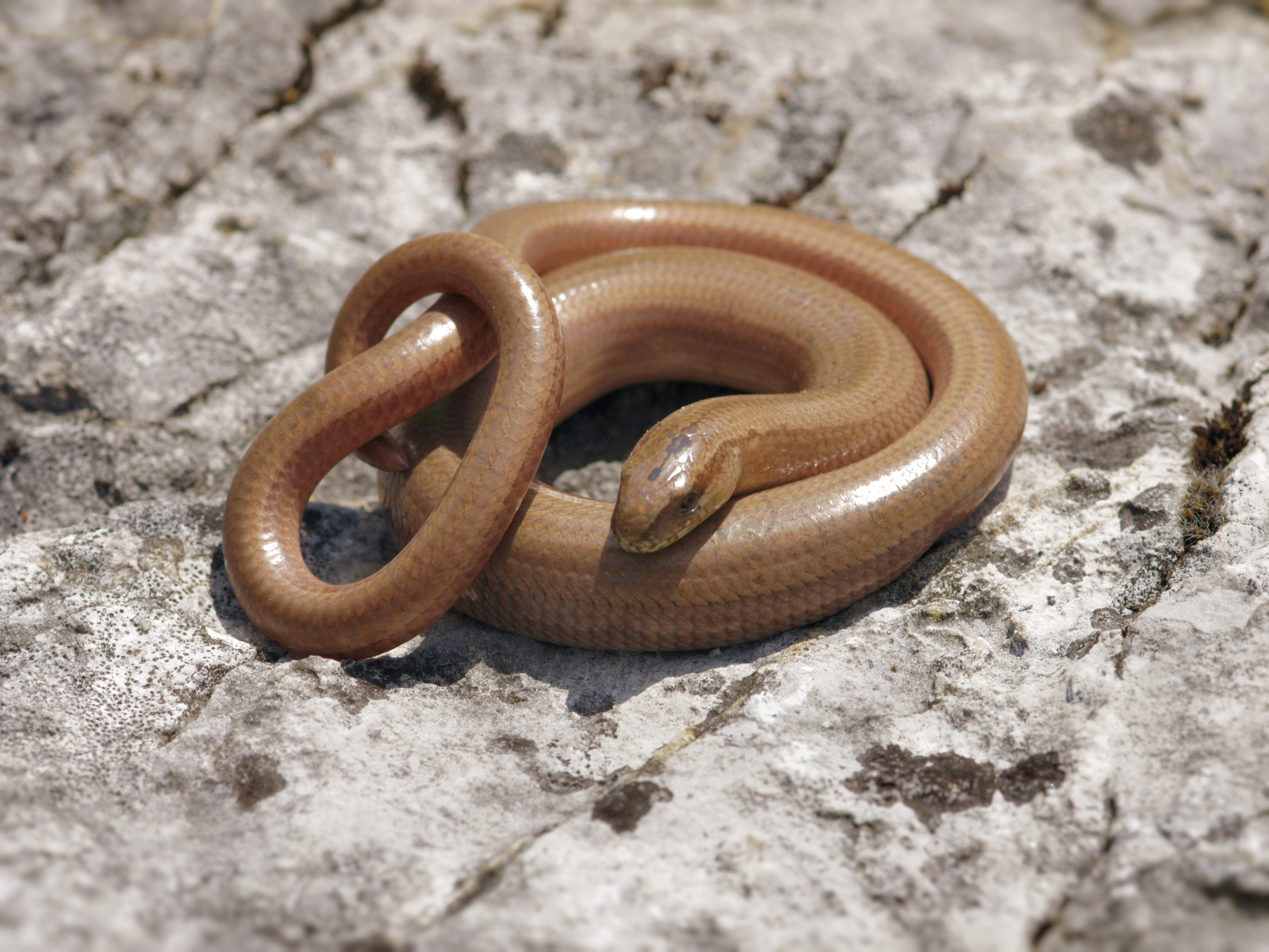
padalec zwyczajny
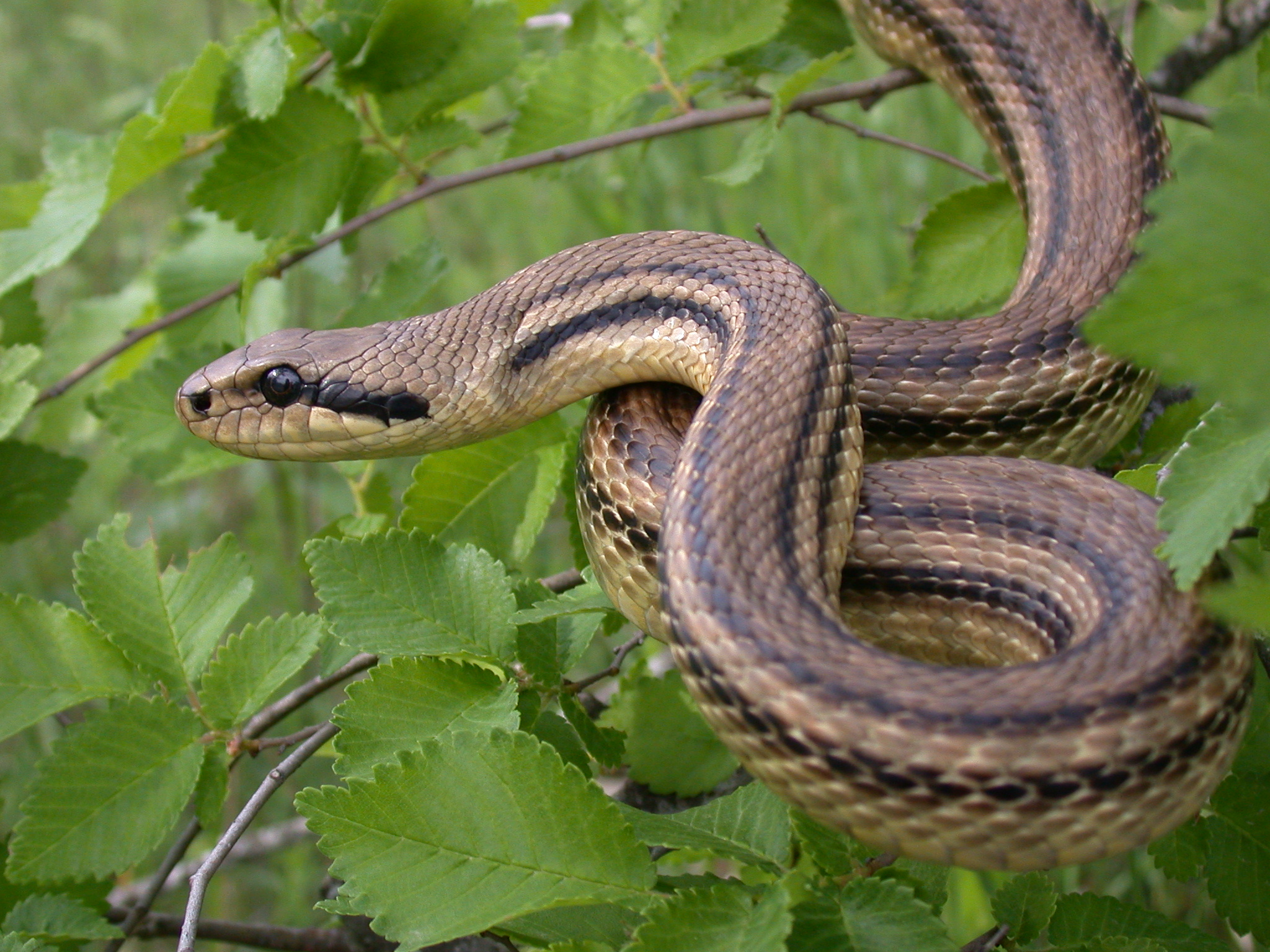
wąż czteropasiasty
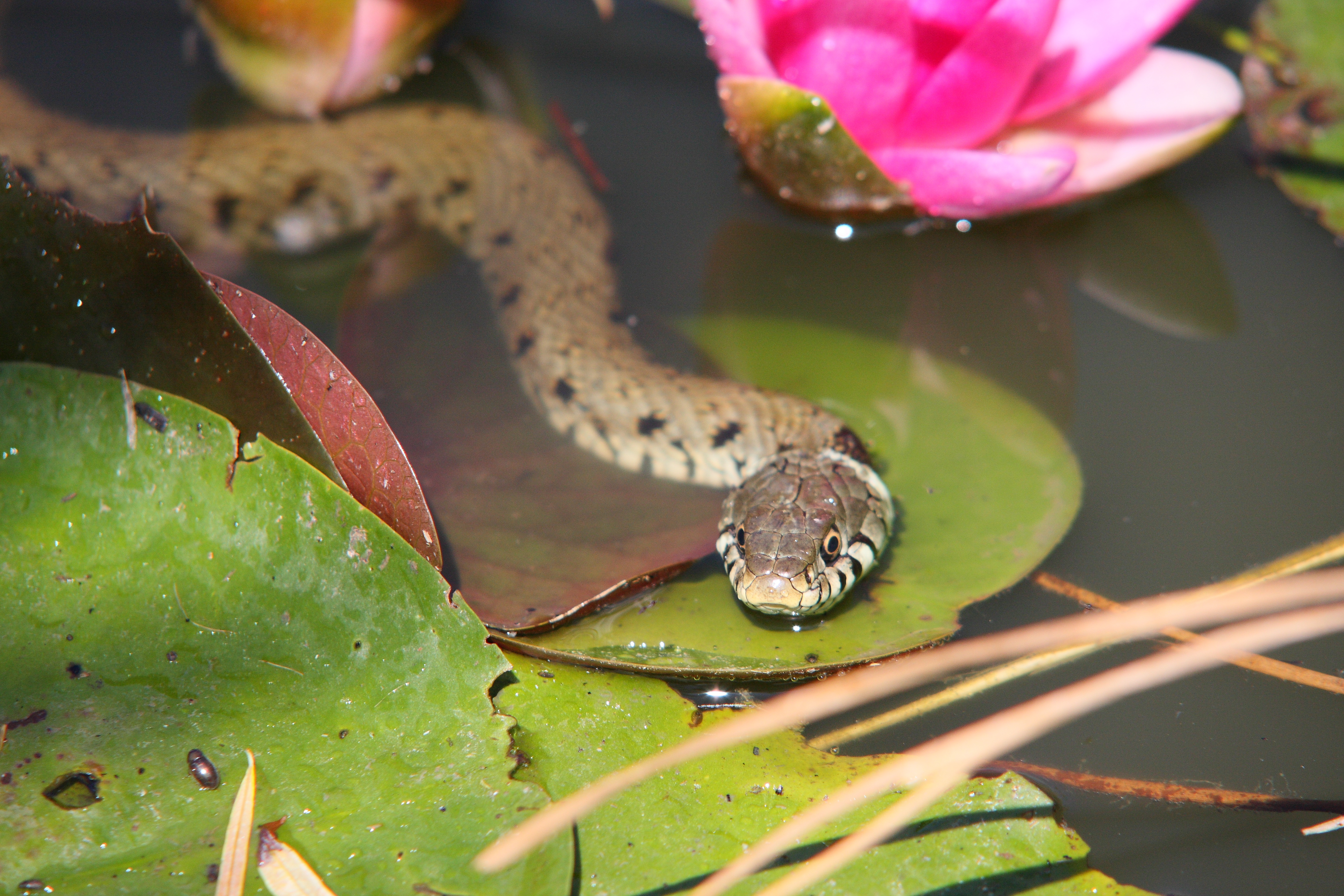
zaskroniec zwyczajny
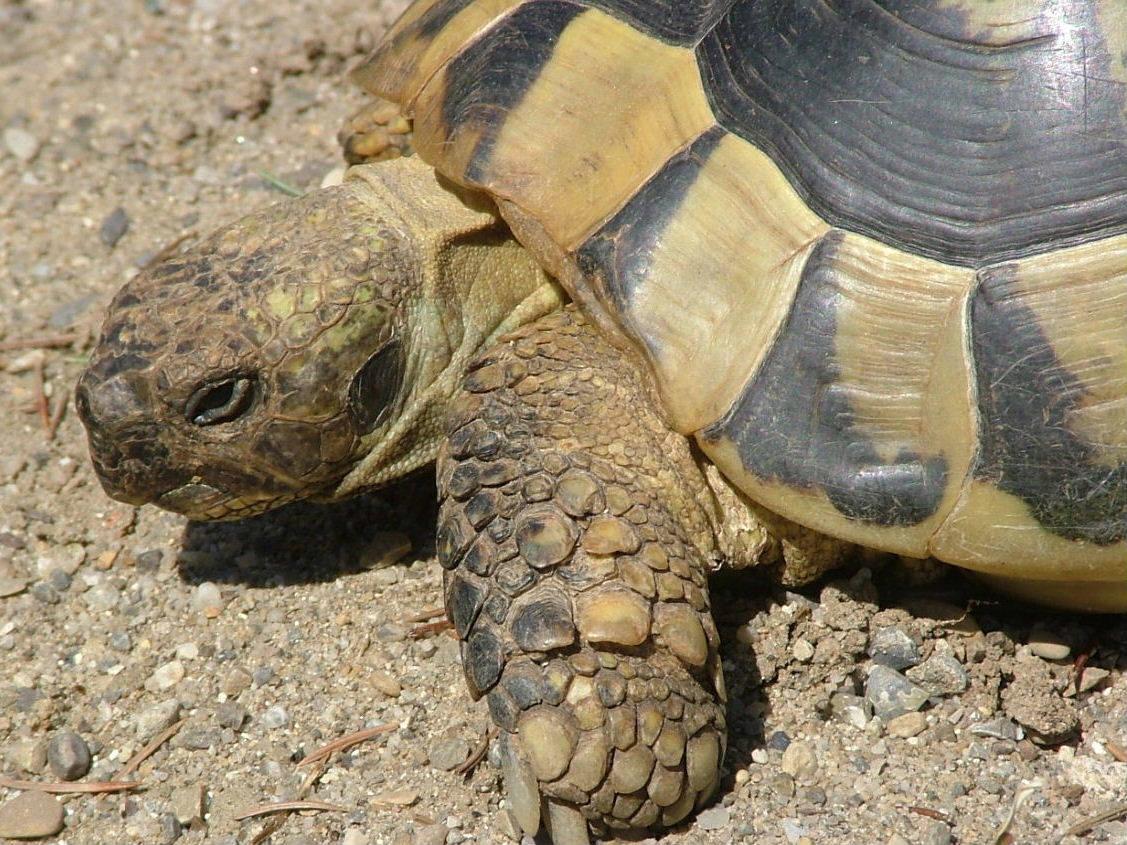
żółw śródziemnomorski

Motyleniepylak apollo (Parnassius apollo), paź królowej (Papilio machaon), paź żeglarz (Iphiclides podalirius), bielinek rzepnik (Pieris rapae), bielinek kapustnik (Pieris brassicae), niestrzęp głogowiec (Aporia crataegi), Pontia edusa, latolistek cytrynek (Gonepteryx rhamni), szlaczkoń siarecznik (Colias hyale), szlaczkoń południowiec (Colias alfacariensis), Colias crocea, wietek gorczycznik (Leptidea sinapis), Leptidea duponcheli, pazik dębowiec (Neozephyrus quercus), ogończyk ostrokrzewowiec (Satyrium ilicis), pazik brzozowiec (Thecla betulae), ogończyk tarninowiec (Satyrium spini), ogończyk akacjowiec (Satyrium acaciae), czerwończyk żarek (Lycaena phlaeas), czerwończyk uroczek (Lycaena tityrus), modraszek wieszczek (Celastrina argiolus), modraszek argus (Plebeius argus), modraszek damon (Polyommatus damon), modraszek argiades (Cupido argiades), modraszek blady (Cupido decolorata), modraszek semiargus (Polyommatus semiargus), modraszek orion (Scolitantides orion), modraszek amandus (Polyommatus amandus), modraszek ikar (Polyommatus icarus), modraszek gniady (Polyommatus ripartii), Polyommatus admetus, Cupido osiris, modraszek dafnid (Polyommatus daphnis), modraszek dorylas (Polyommatus dorylas), modraszek korydon (Polyommatus coridon), Libythea celtis, pokłonnik kamilla (Limenitis camilla), Limenitis reducta, rusałka admirał (Vanessa atalanta), rusałka osetnik (Vanessa cardui), rusałka pokrzywnik (Aglais urticae), rusałka pawik (Inachis io), rusałka ceik (Polygonia c-album), Polygonia egea, perłowiec malinowiec (Argynnis paphia), dostojka pandora (Argynnis pandora), dostojka aglaja (Argynnis aglaja), dostojka adype (Argynnis adippe), dostojka latonia (Issoria lathonia), Brenthis hecate, dostojka dia (Boloria dia), przeplatka didyma (Melitaea didyma), przeplatka atalia (Melitaea athalia), polowiec szachownica (Melanargia galathea), Melanargia russiae, skalnik prozerpina (Brintesia circe), skalnik driada (Minois dryas), Pseudochazara geyeri, Satyrus ferula, Arethusana arethusa, osadnik kostrzewiec (Lasiommata maera), skalnik statilinus (Hipparchia statilinus), przestrojnik jurtina (Maniola jurtina), przestrojnik likaon (Hyponephele lycaon), strzępotek ruczajnik (Coenonympha pamphilus), powszelatek orbifer (Spialia orbifer), powszelatek alweus (Pyrgus alveus), Pyrgus cinarae, powszelatek brunatek (Erynnis tages), karłątek klinek (Hesperia comma), Carcharodus lavatherae oraz karłątek ryska (Thymelicus lineola). Na terenie parku zaobserwowano także prawdopodobnie takie motyle jak: Pieris ergane, Pieris mannii, latolistek blady (Gonepteryx farinosa), modraszek artakserkses (Aricia artaxerxes), modraszek idas (Plebeius idas), Hyponephele lupinus oraz powszelatek armorykański (Pyrgus armoricanus), jednak nie można stwierdzić z całą pewnością, że to były przedstawiciele powyższych gatunków.

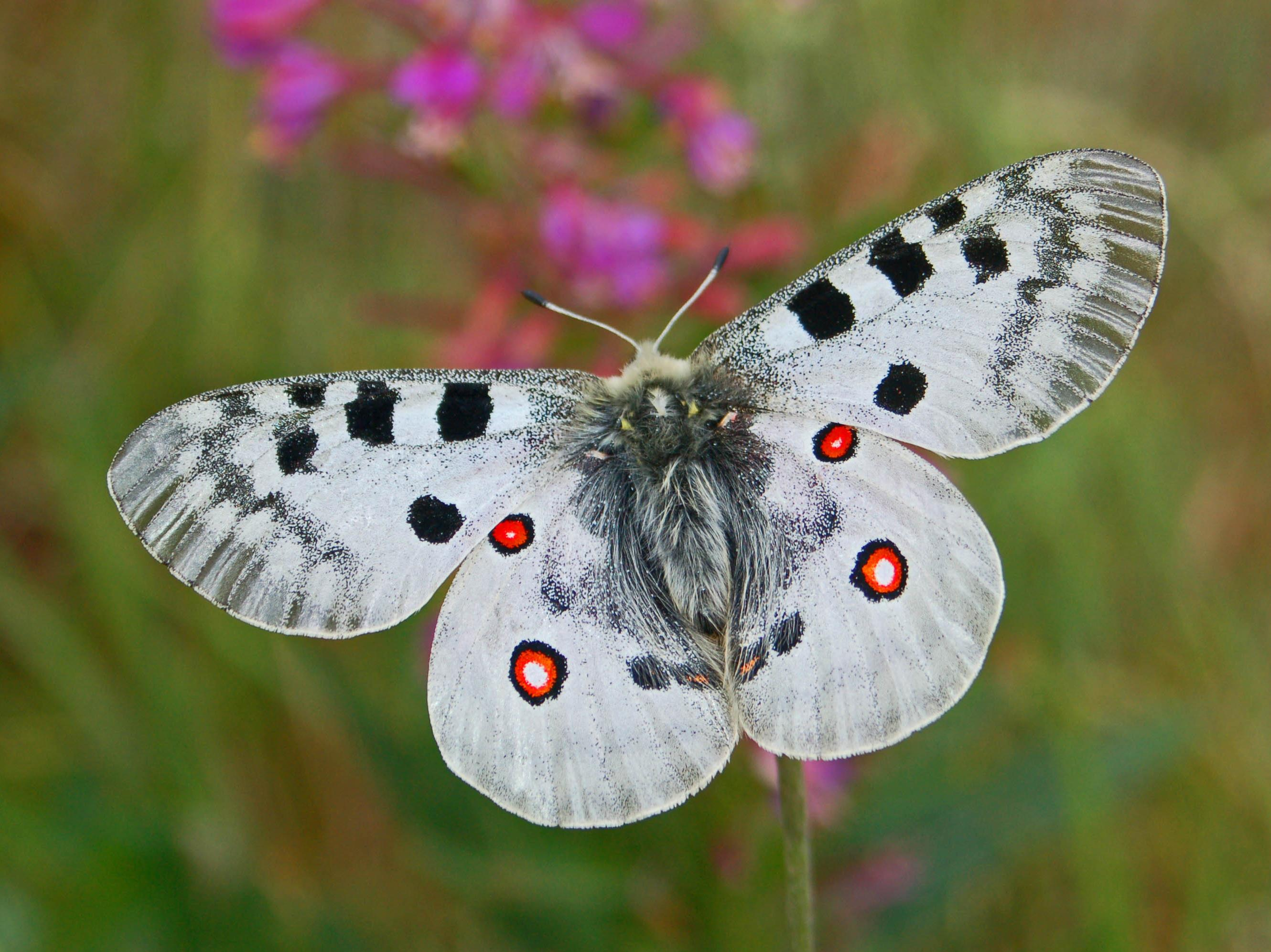
niepylak apollo
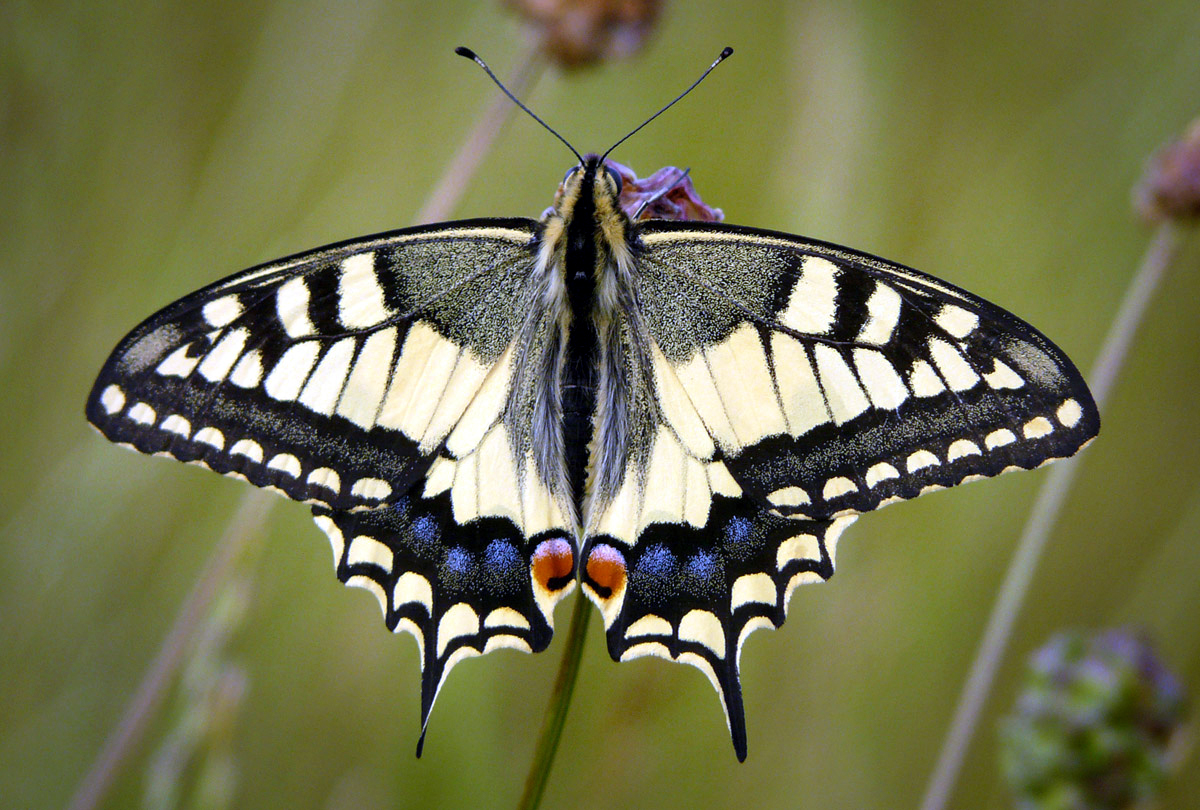
paź królowej
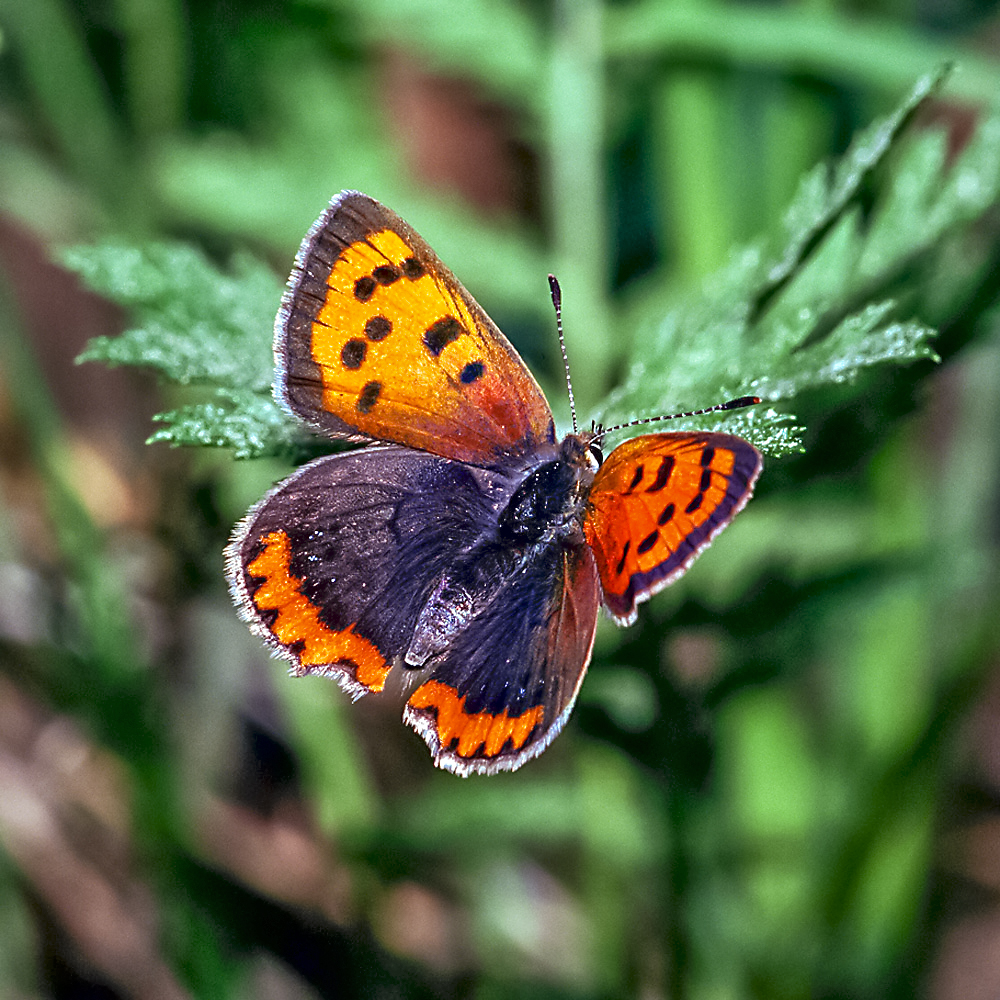
czerwończyk żarek
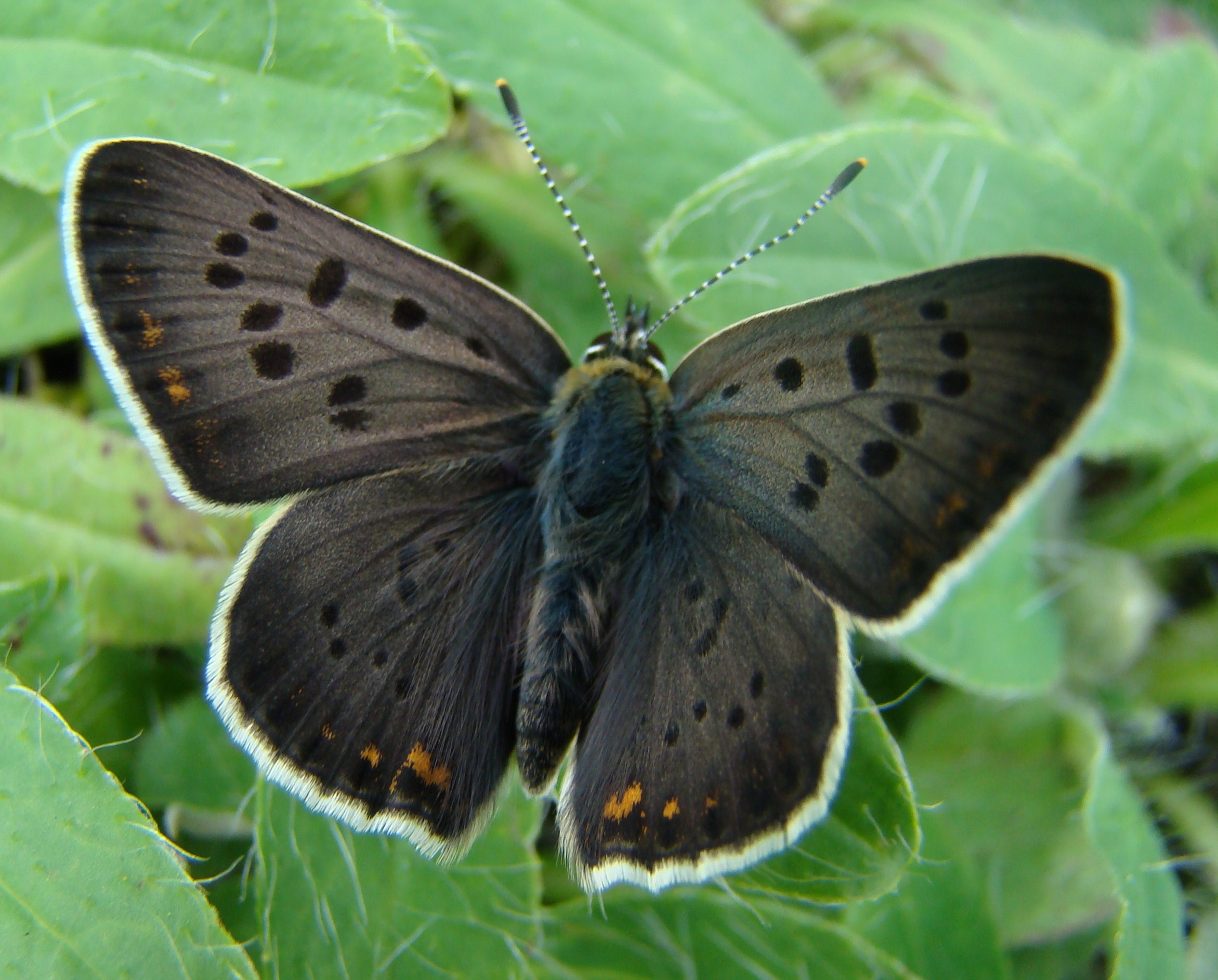
czerwończyk uroczek
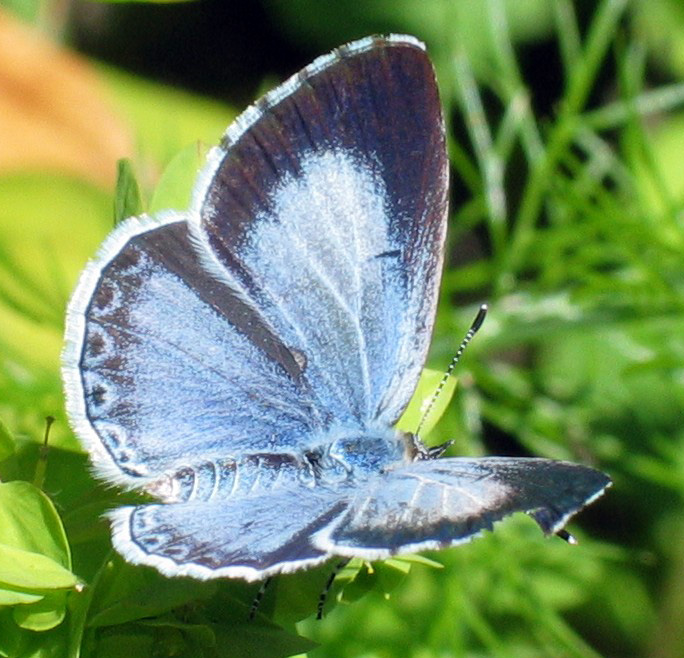
modraszek wieszczek
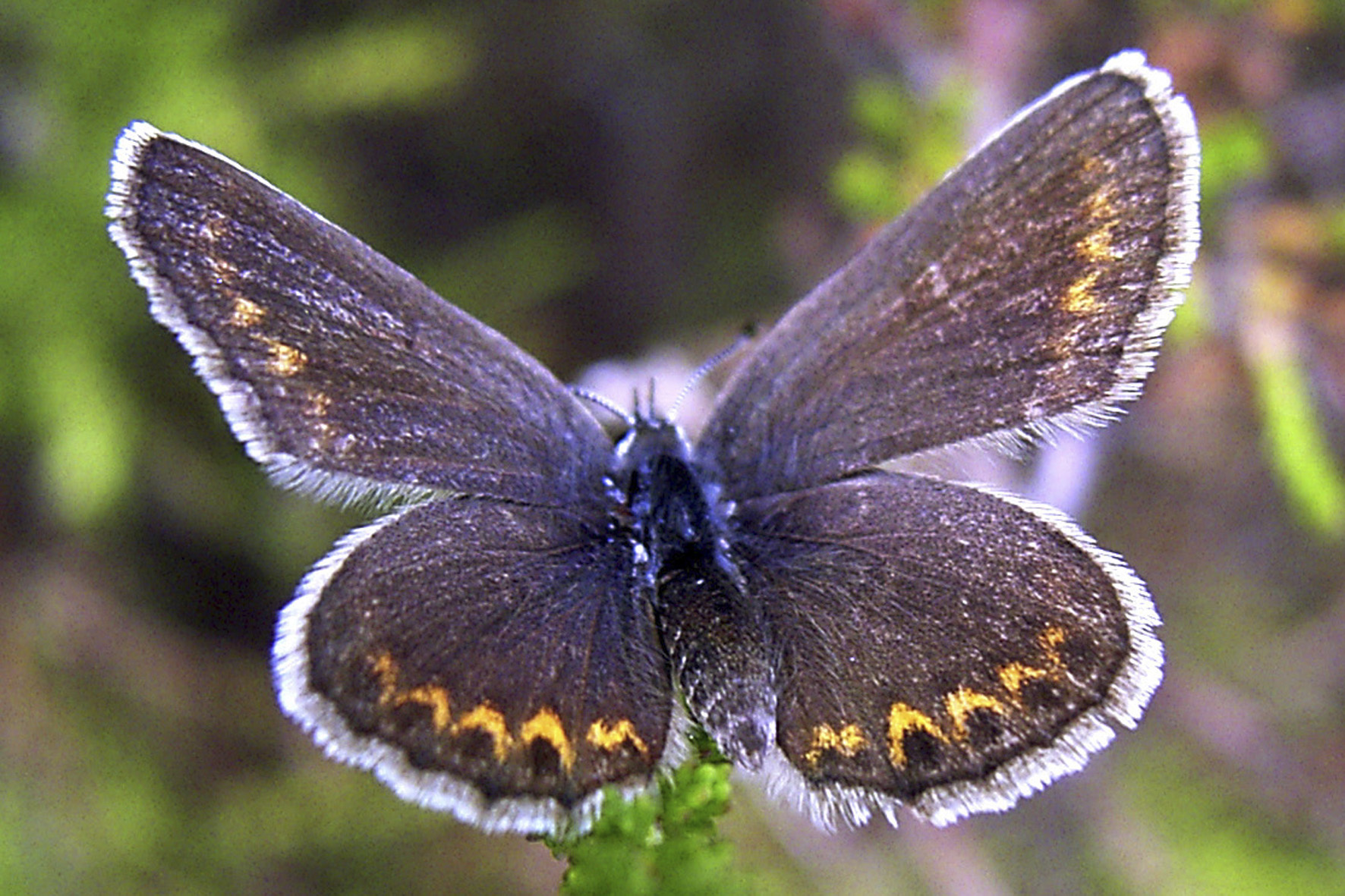
modraszek argus
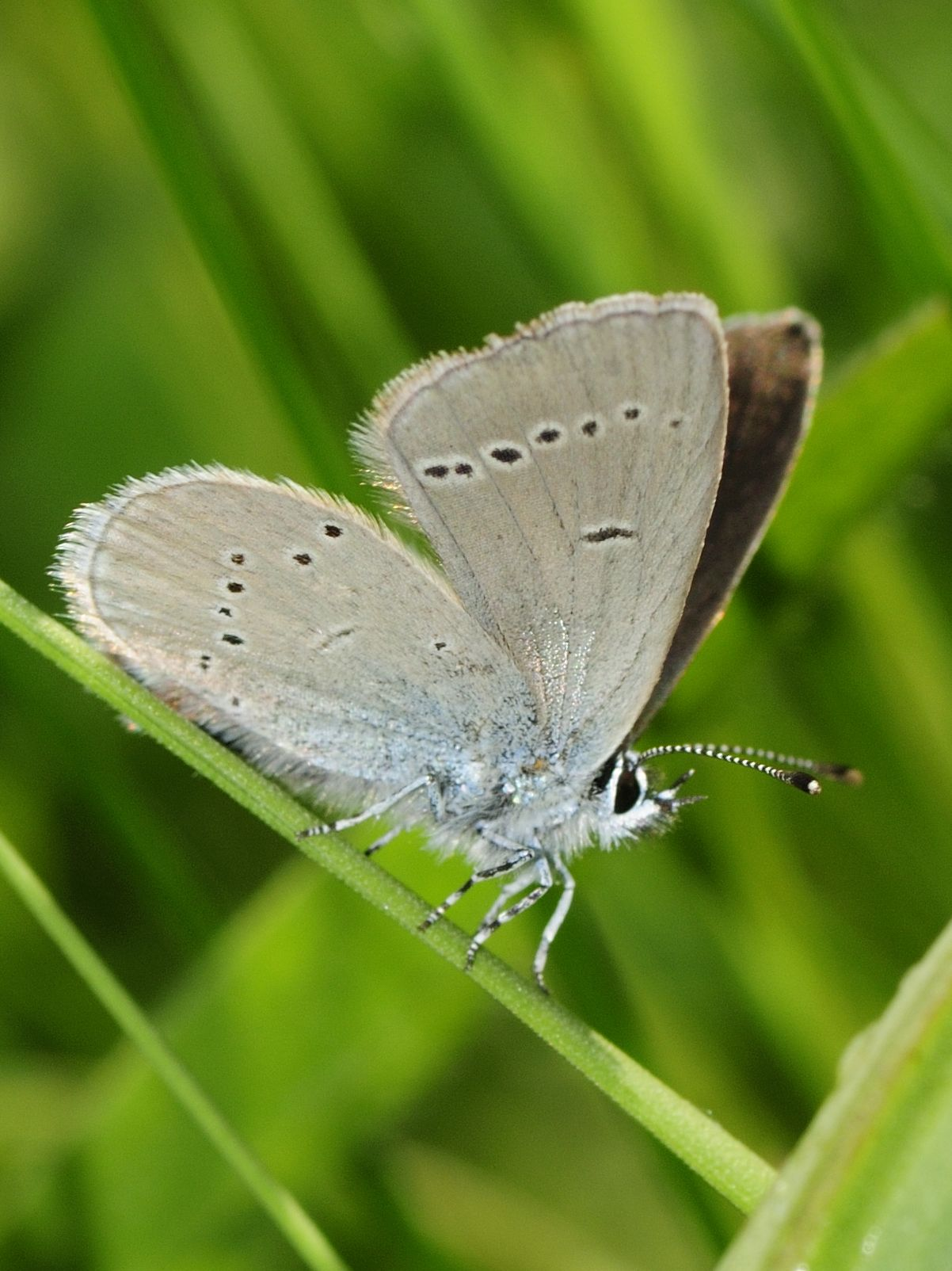
Cupido osiris
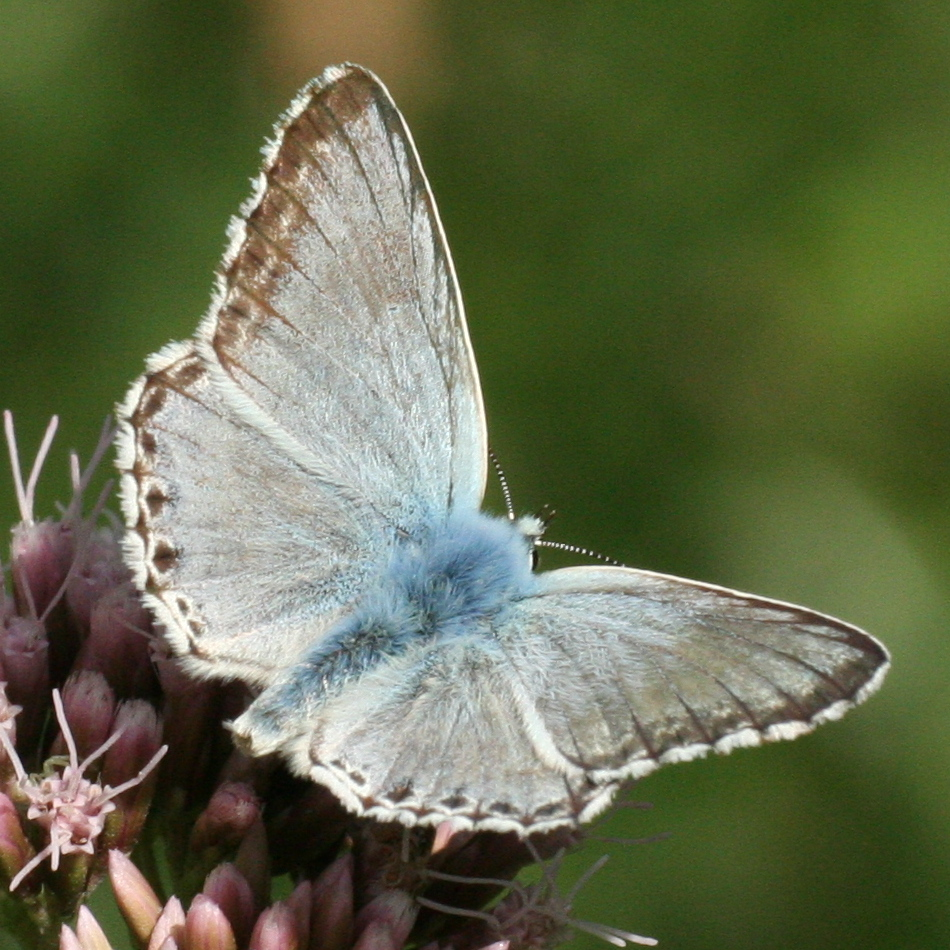
modraszek korydon
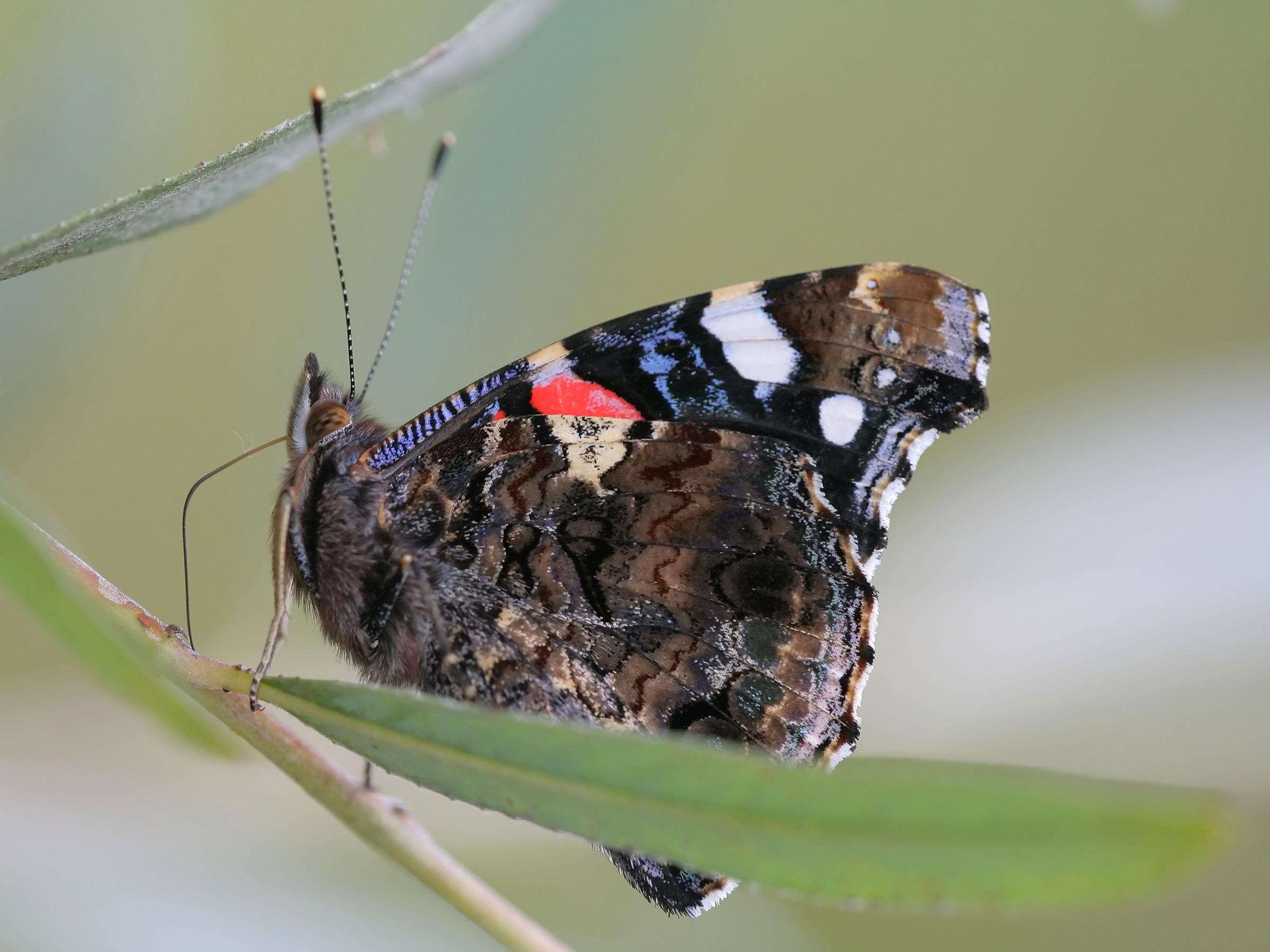
rusałka admirał
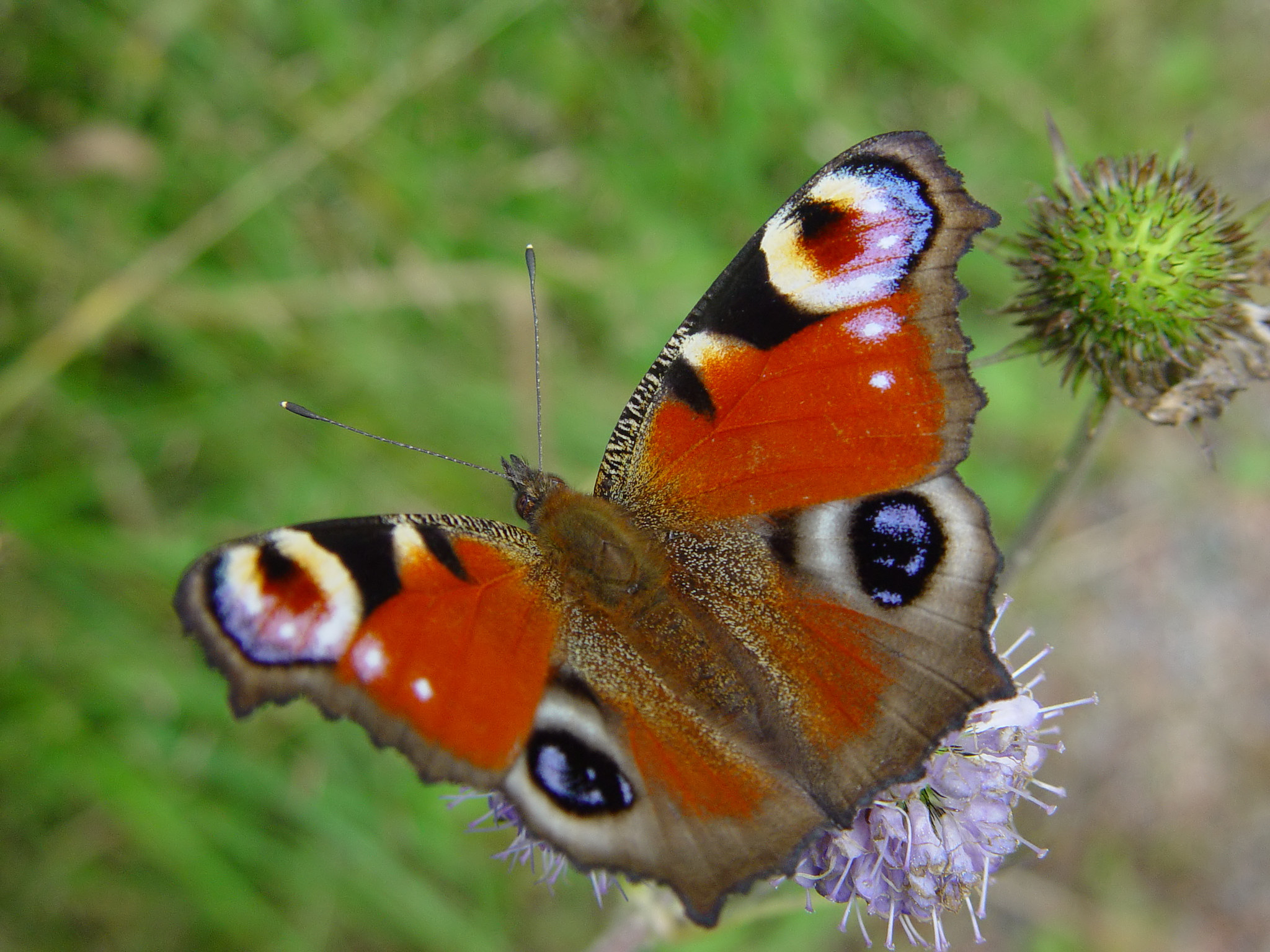
rusałka pawik
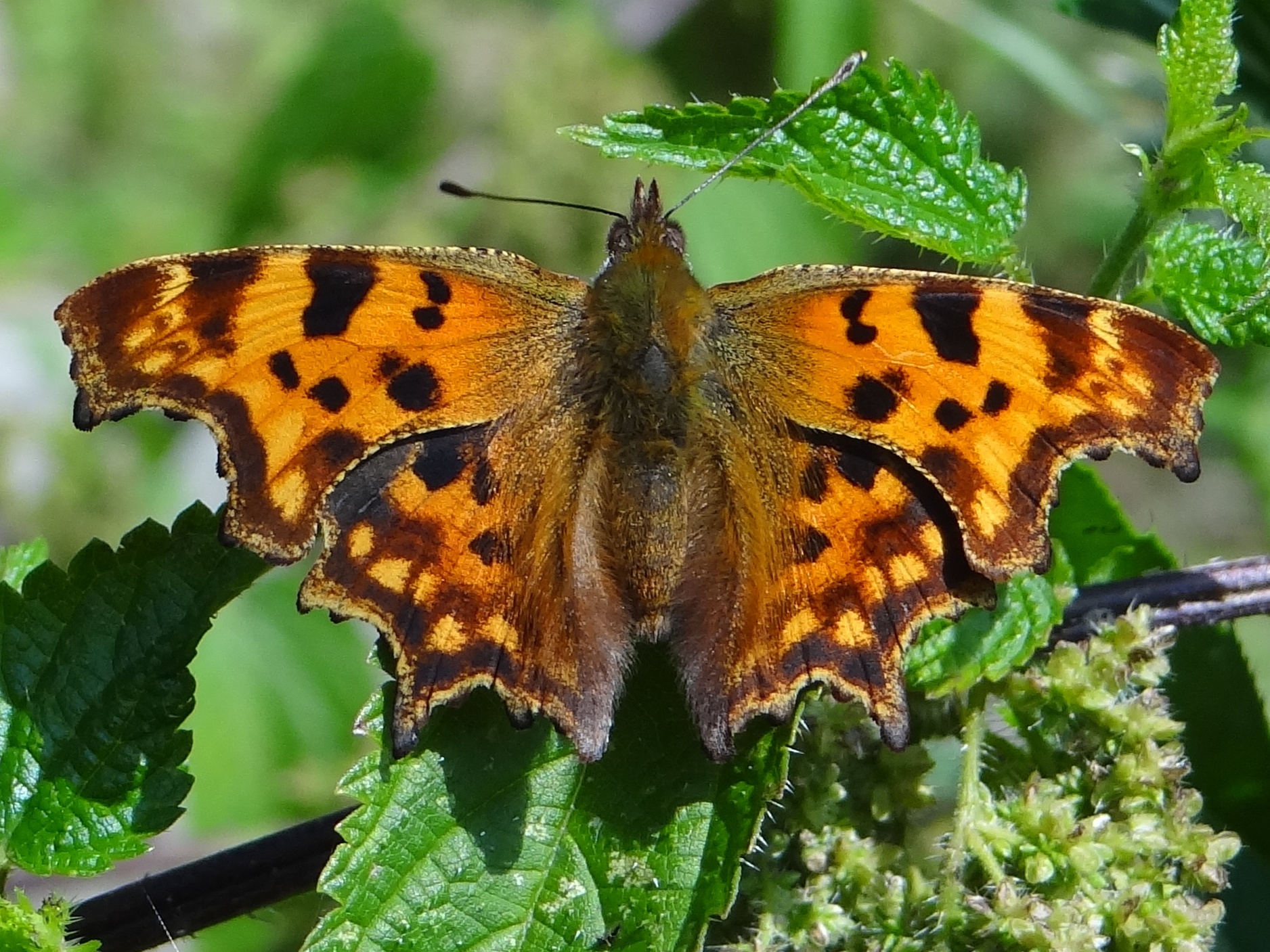
rusałka ceik
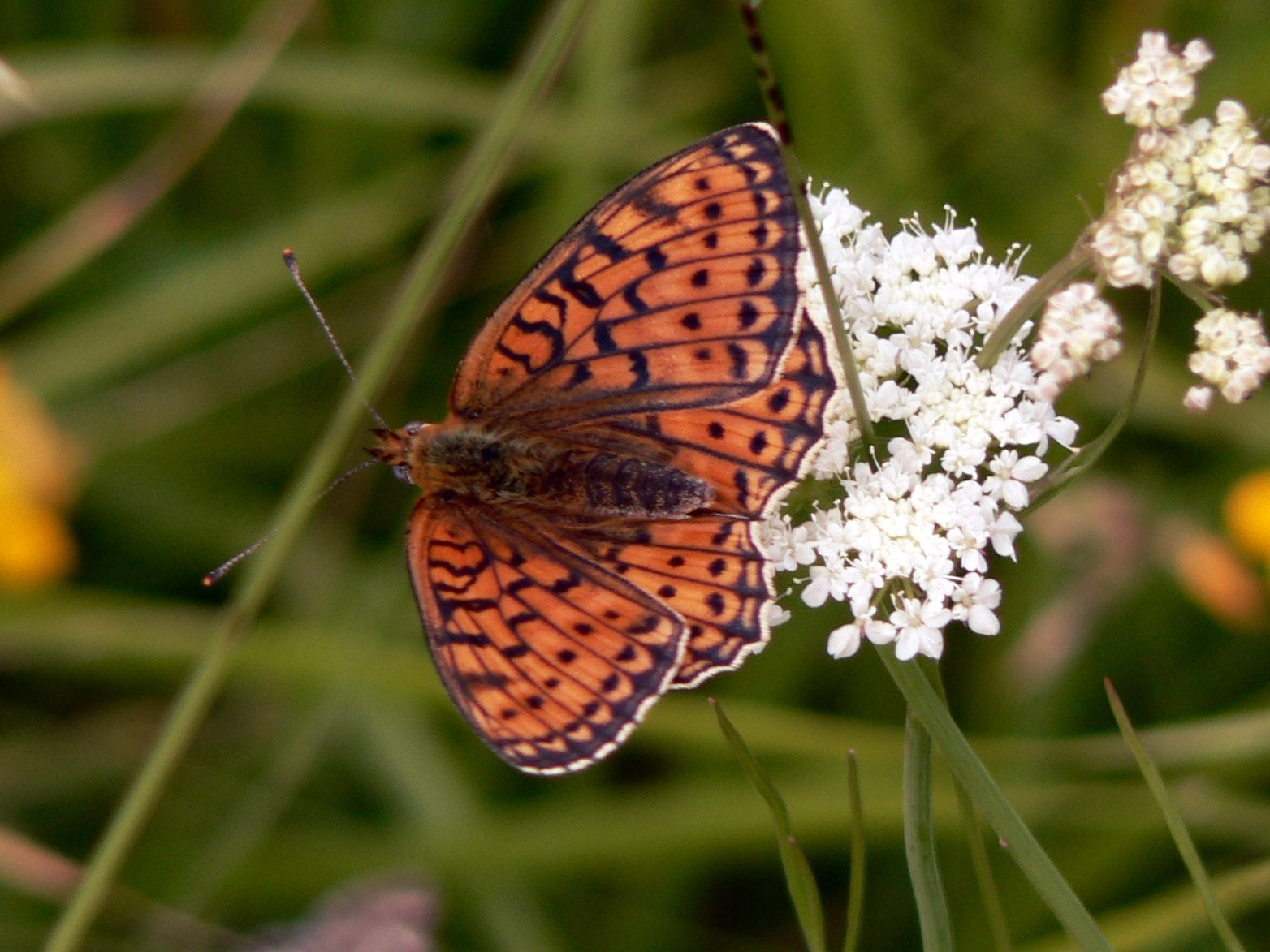
Brenthis hecate
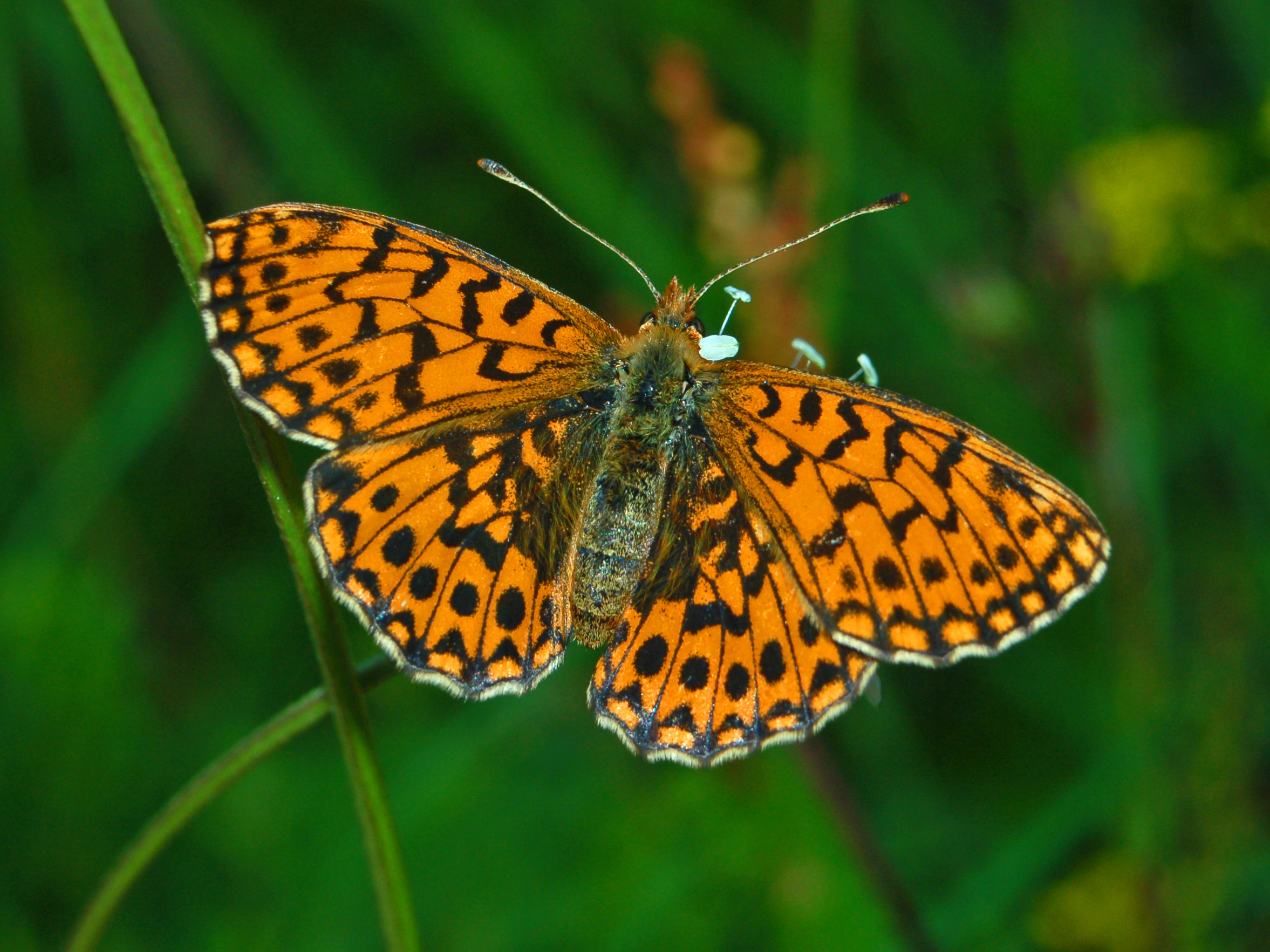
dostojka dia
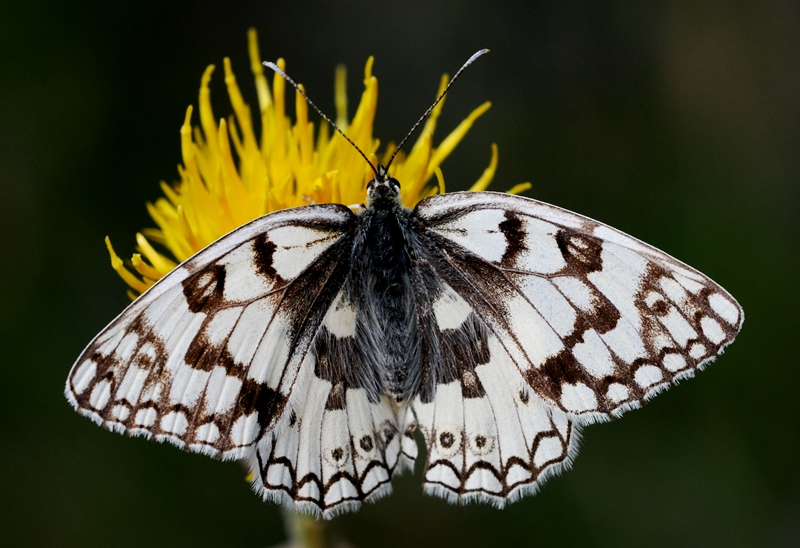
Melanargia russiae

WażkiW parku zaobserwowano następujące gatunki ważek: świtezianka dziewica (Calopteryx virgo), świtezianka błyszcząca (Calopteryx splendens), pałątka południowa (Lestes barbarus), pióronóg zwykły (Platycnemis pennipes), nimfa stawowa (Enallagma cyathigerum), łątka dzieweczka (Coenagrion puella), tężnica wytworna (Ischnura elegans), tężnica mała (Ischnura pumilio), straszka pospolita (Sympecma fusca), żagnica południowa (Aeshna affinis), husarz władca (Anax imperator), smaglec mniejszy (Onychogomphus forcipatus), ważka płaskobrzucha (Libellula depressa), ważka czteroplama (Libellula quadrimaculata), lecicha pospolita (Orthetrum cancellatum), Somatochlora meridionalis, lecicha mała (Orthetrum coerulescens), lecicha południowa (Orthetrum brunneum), szablak krwisty (Sympetrum sanguineum''), szablak podobny (Sympetrum striolatum), szablak żółty (Sympetrum flaveolum), szablak wędrowny (Sympetrum fonscolombii) oraz szklarnik górski (Cordulegaster bidentata).

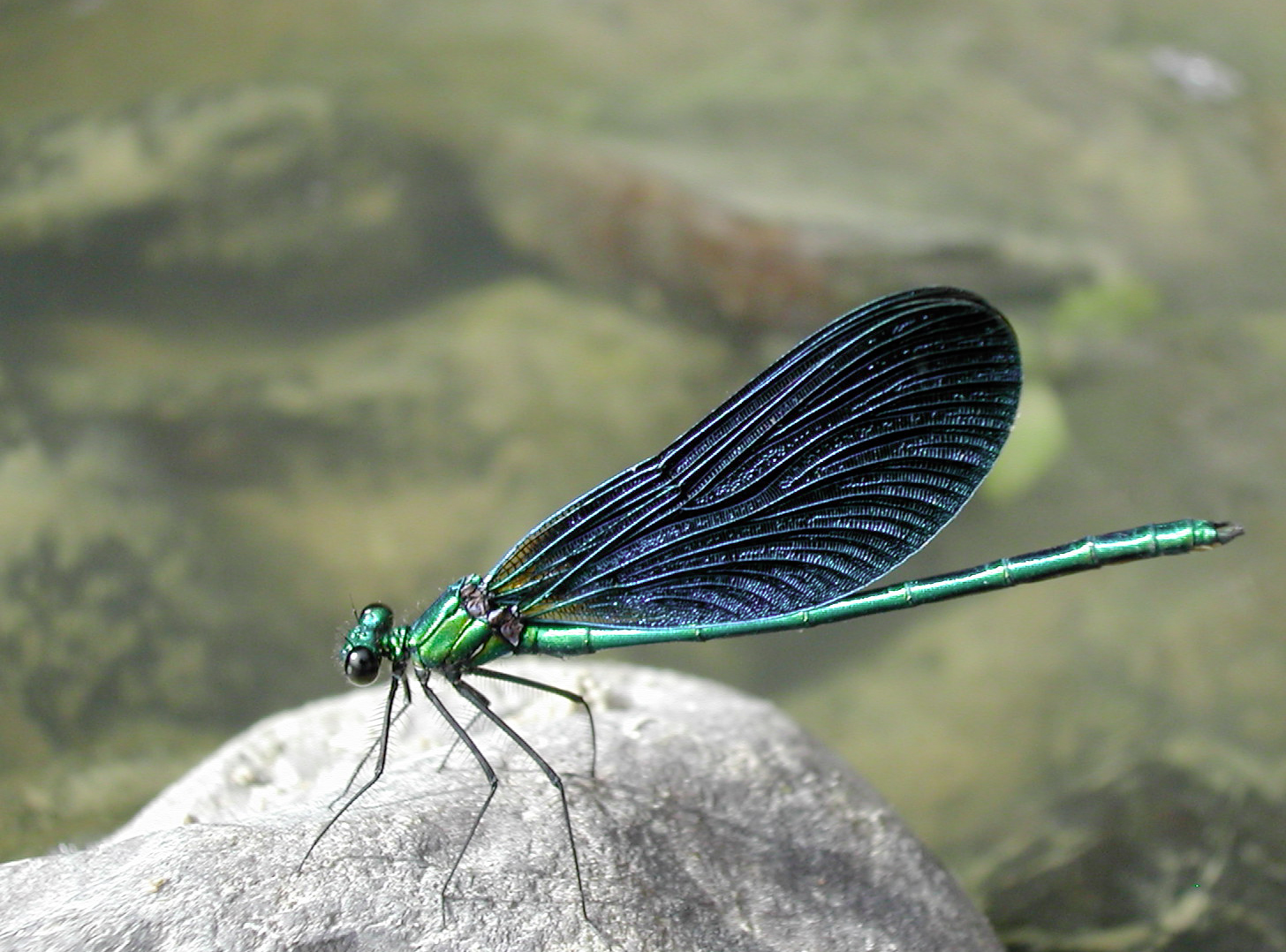
świtezianka dziewica
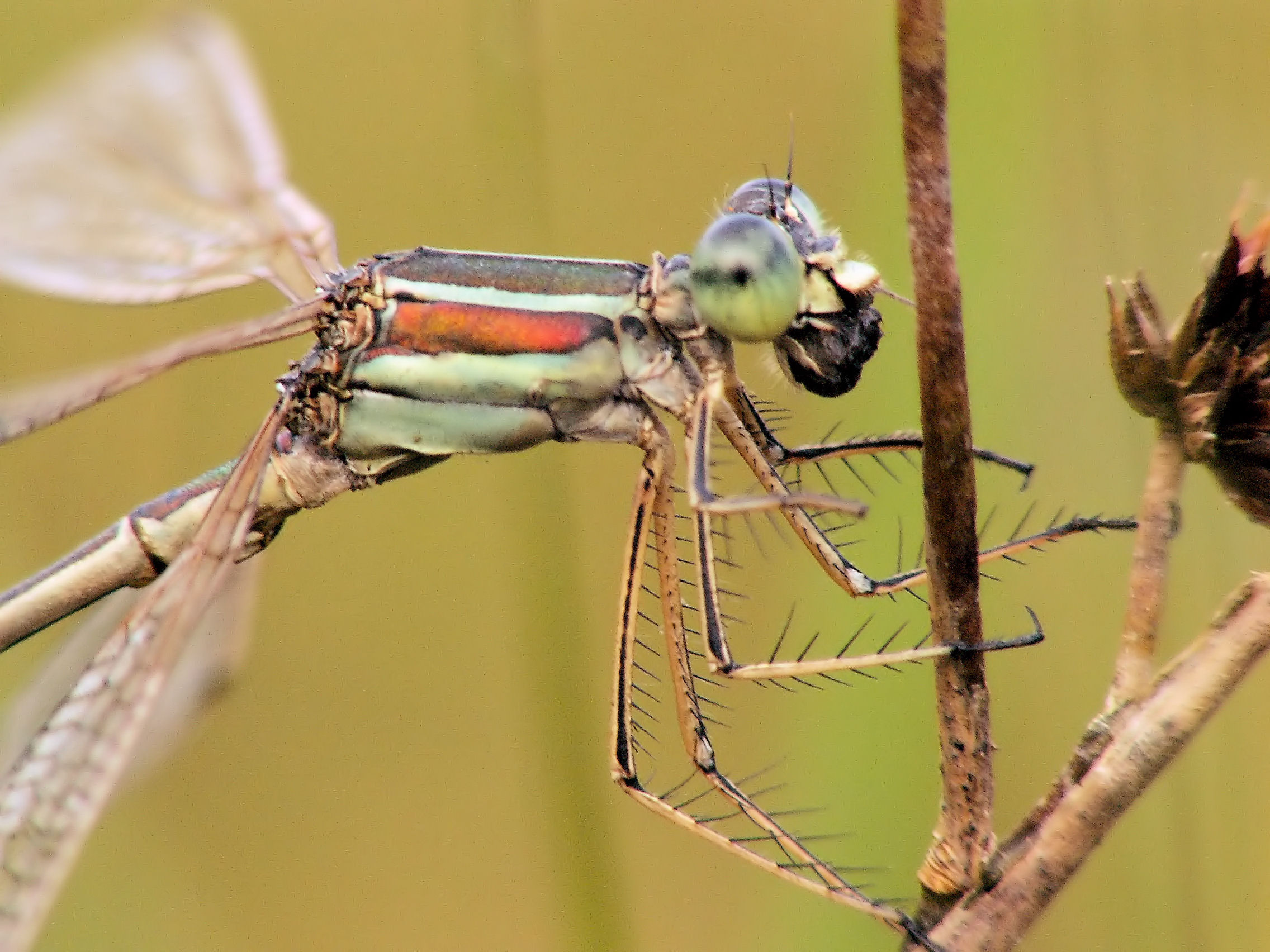
pałątka południowa
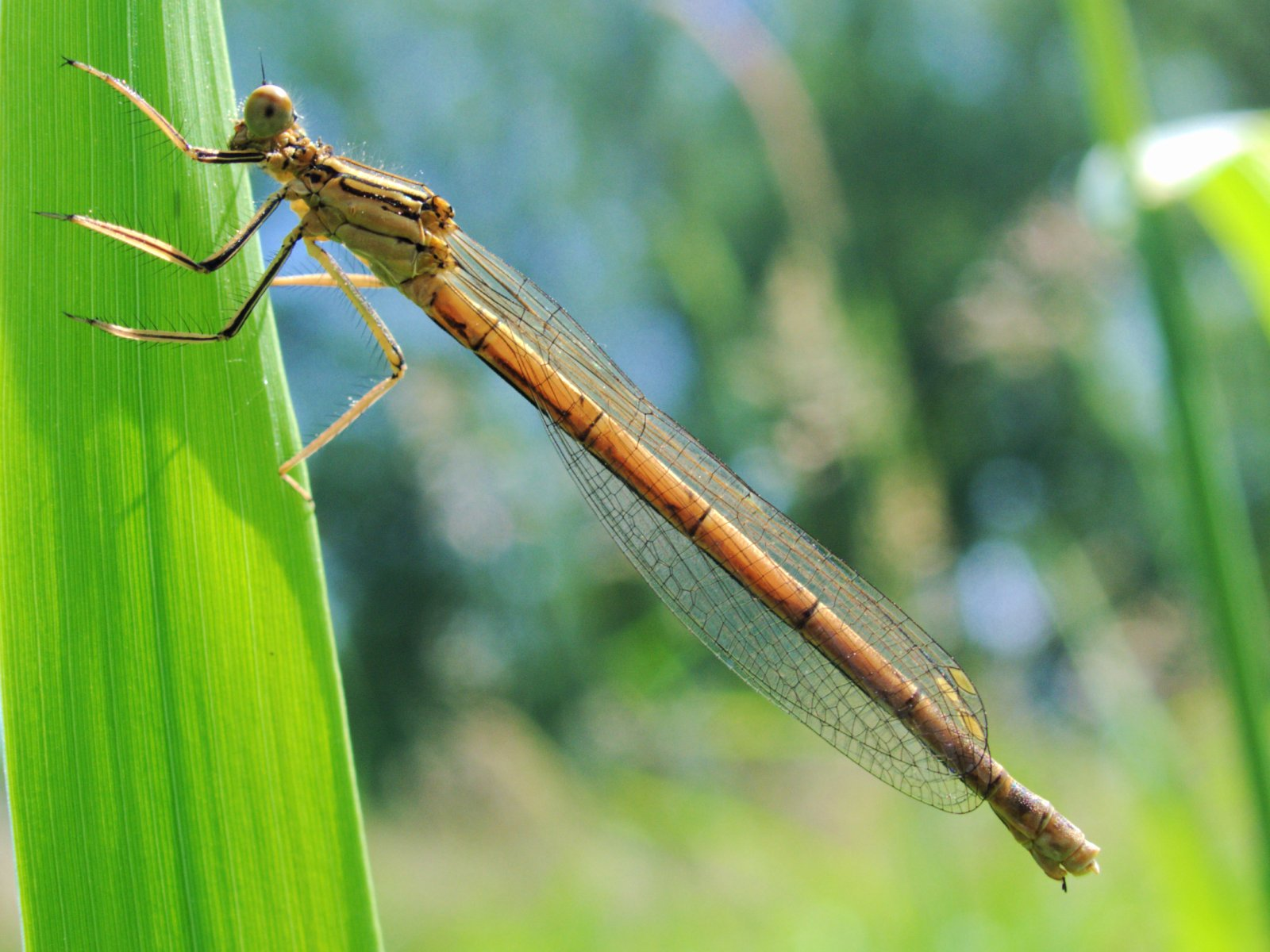
pióronóg zwykły
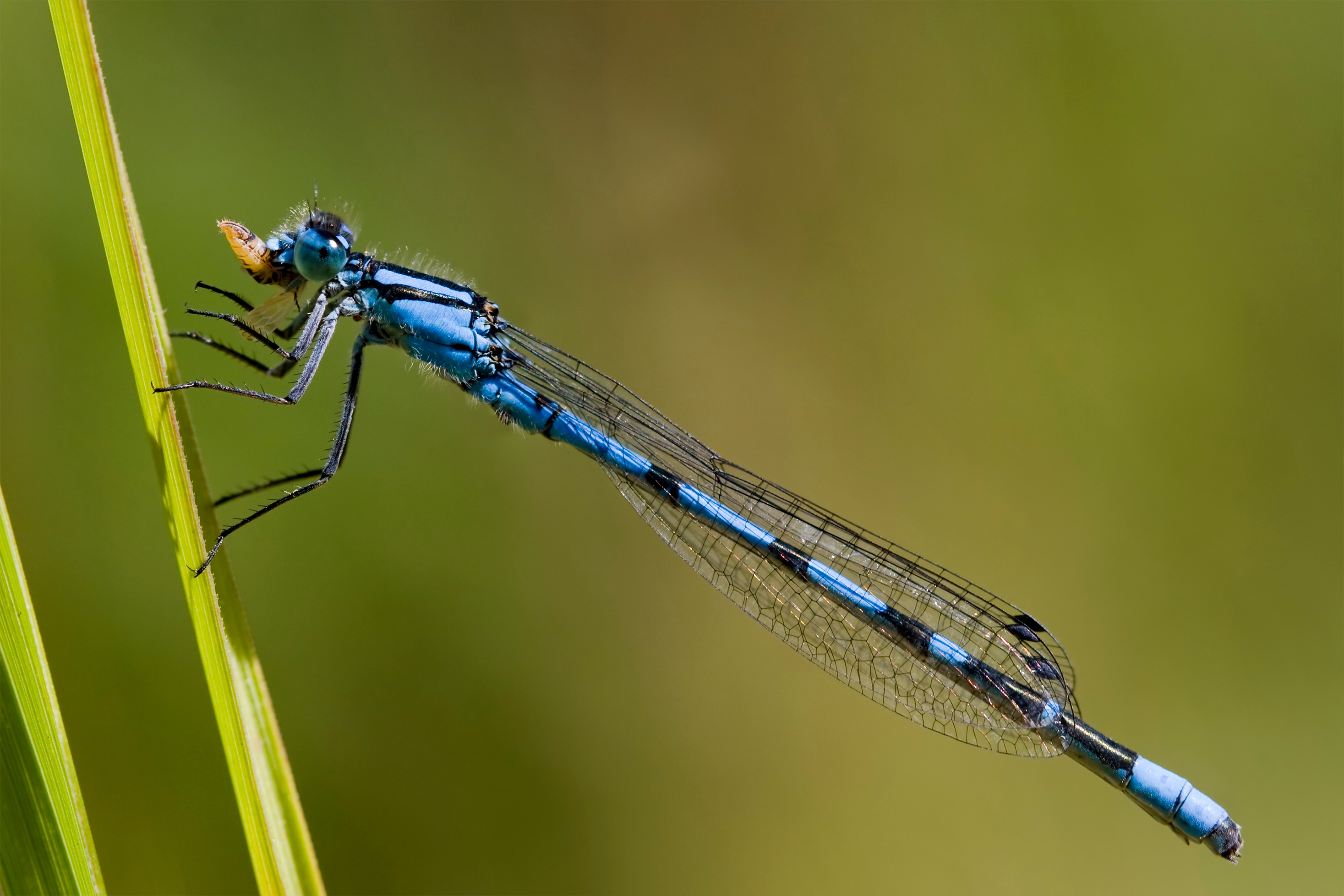
nimfa stawowa
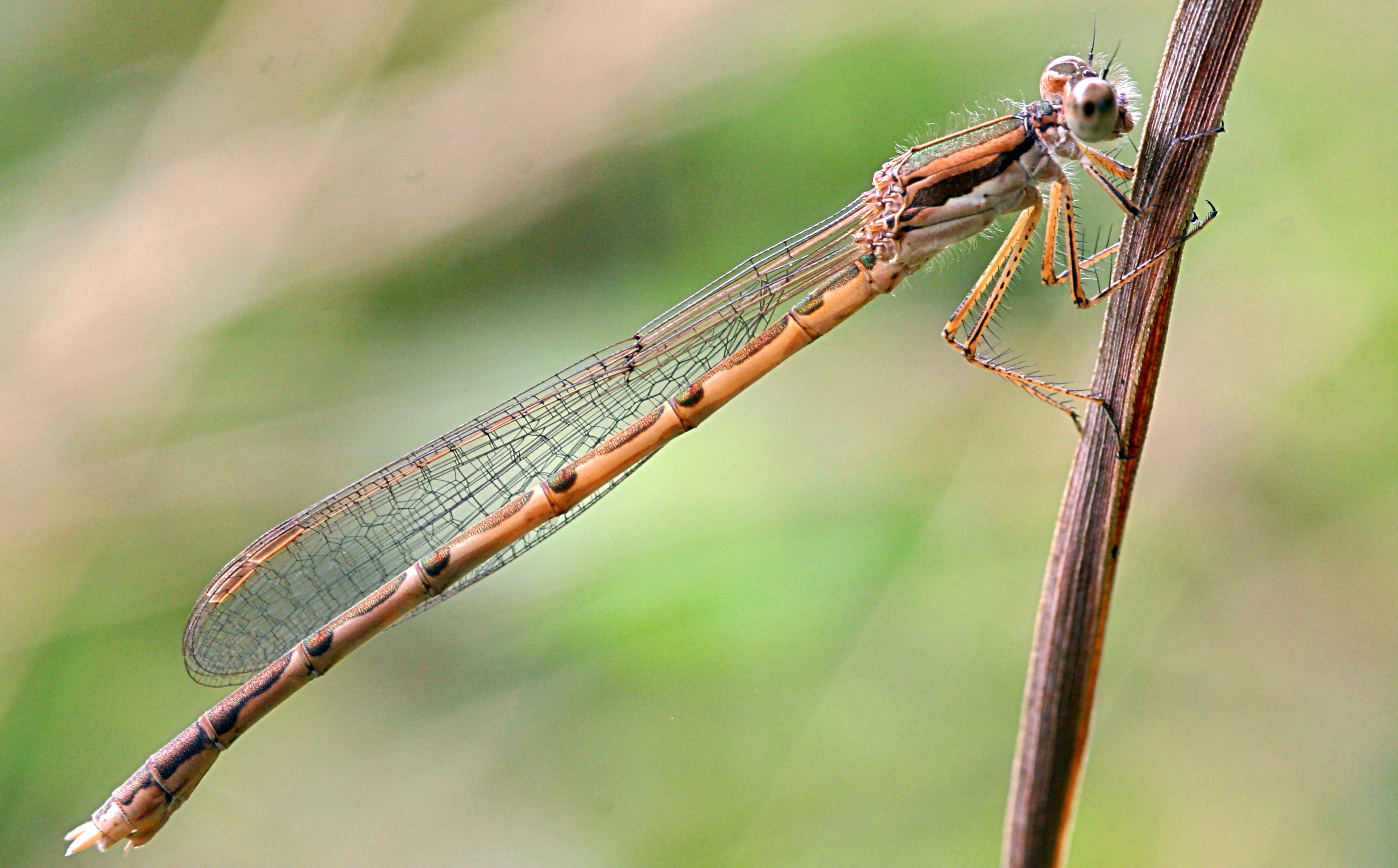
straszka pospolita
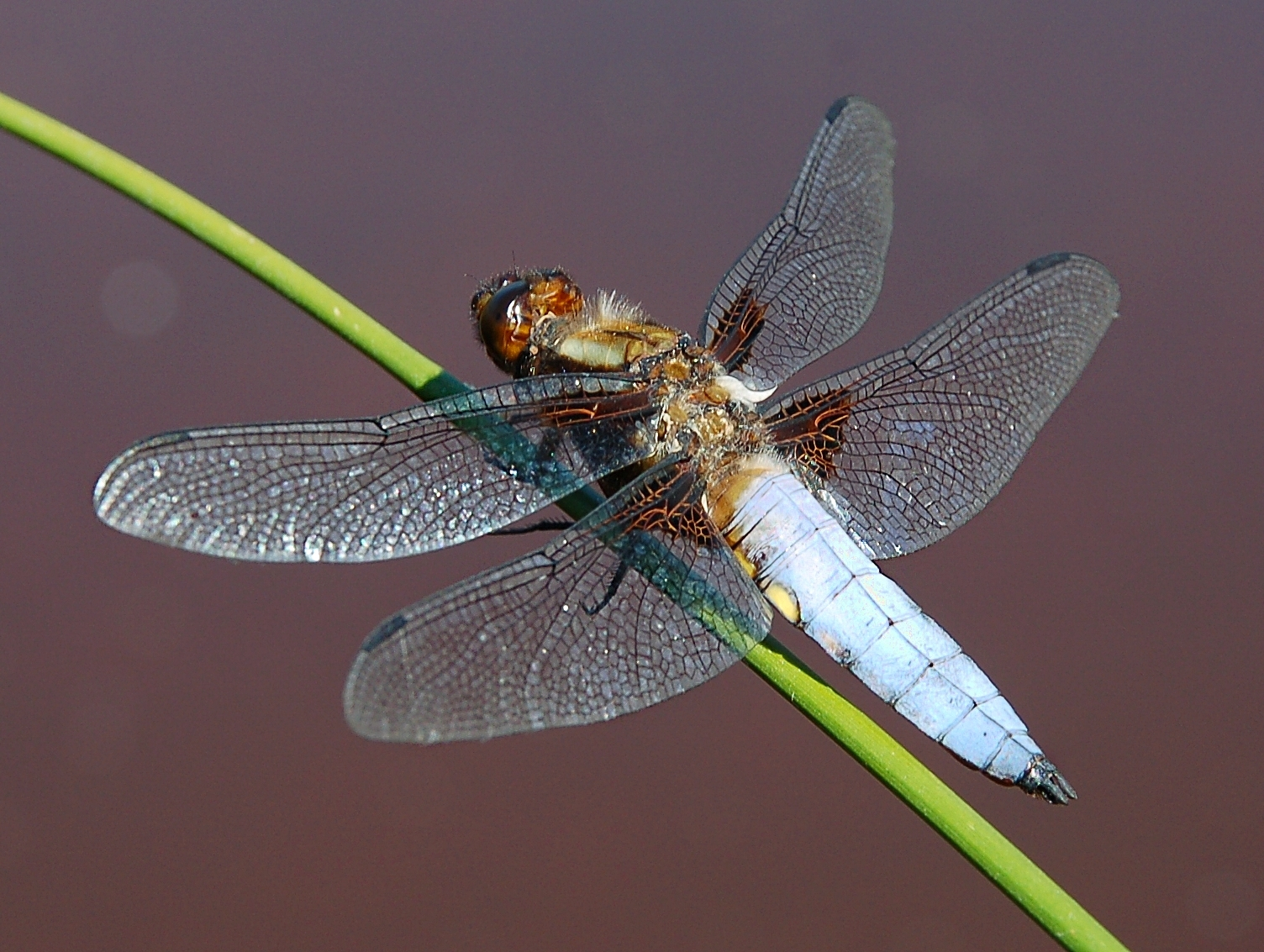
ważka płaskobrzucha
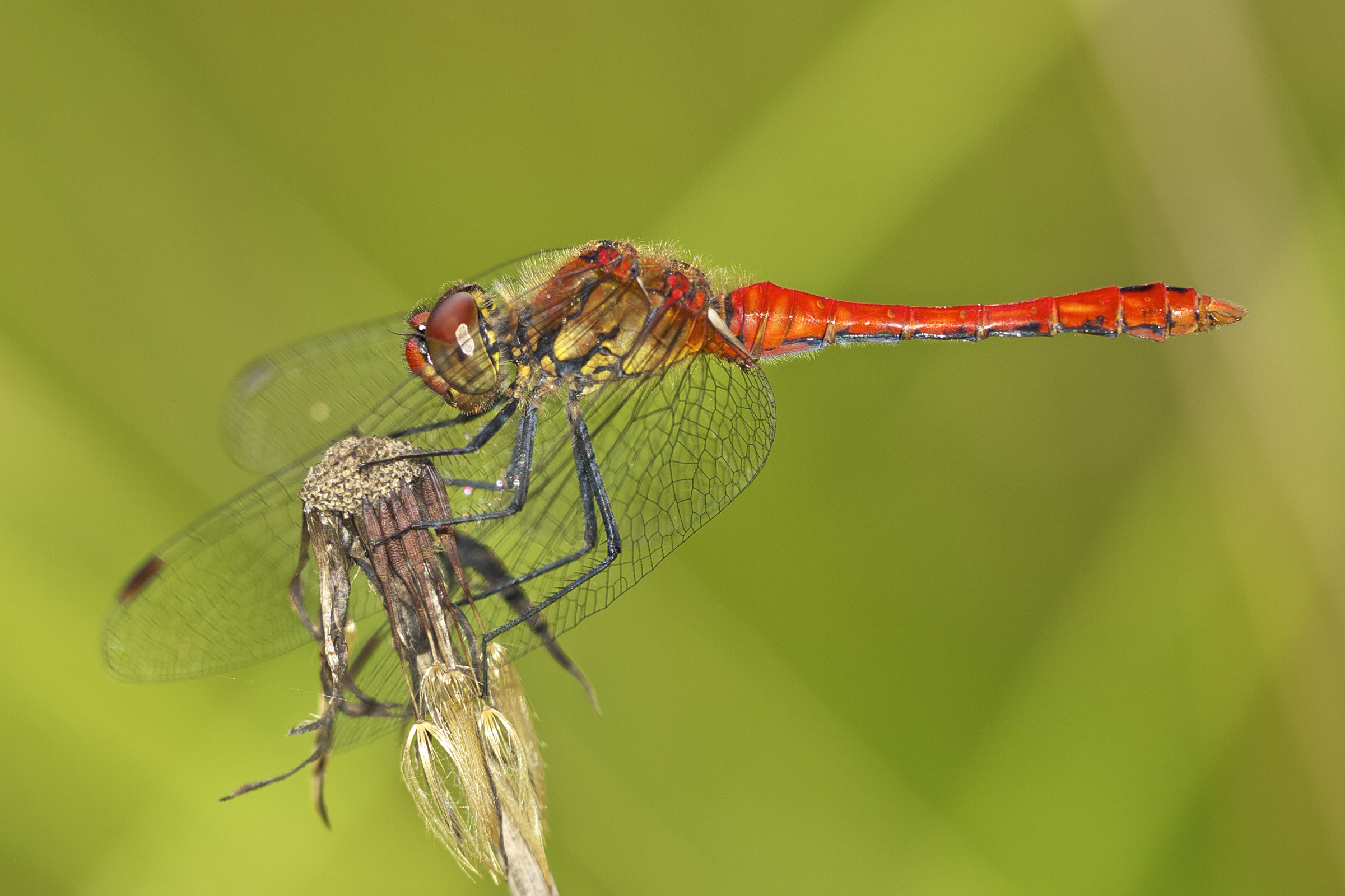
szablak krwisty

Pozostałe zwierzętaWystępują tutaj jeszcze takie gatunki owadów jak: łatczyn brodawnik (Decticus verrucivorus) z rodziny pasikonikowatych, nakwietnik trębacz (Oecanthus pellucens) z rodziny świerszczowatych, trajkotka czerwona (Psophus stridulus), siwoszek błękitny (Oedipoda caerulescens), napierśnik torfowiskowy (Stethophyma grossum), skoczek zielony (Omocestus viridulus), konik brunatny (Chorthippus brunneus) i konik wąsacz (Chorthippus parallelus) z rodziny szarańczowatych, turkuć podjadek (Gryllotalpa gryllotalpa) z rodziny turkuciowatych oraz przedstawiciele rodzaju Ascalaphus z rodziny żupałkowatych. Prawdopodobnie stwierdzono również występowanie świerszcza polnego (Gryllus campestris) z rodziny świerszczowatych.
W wodach parku zarejestrowano gatunek ryby, bass słoneczny (Lepomis gibbosus) z rodziny bassowatych.

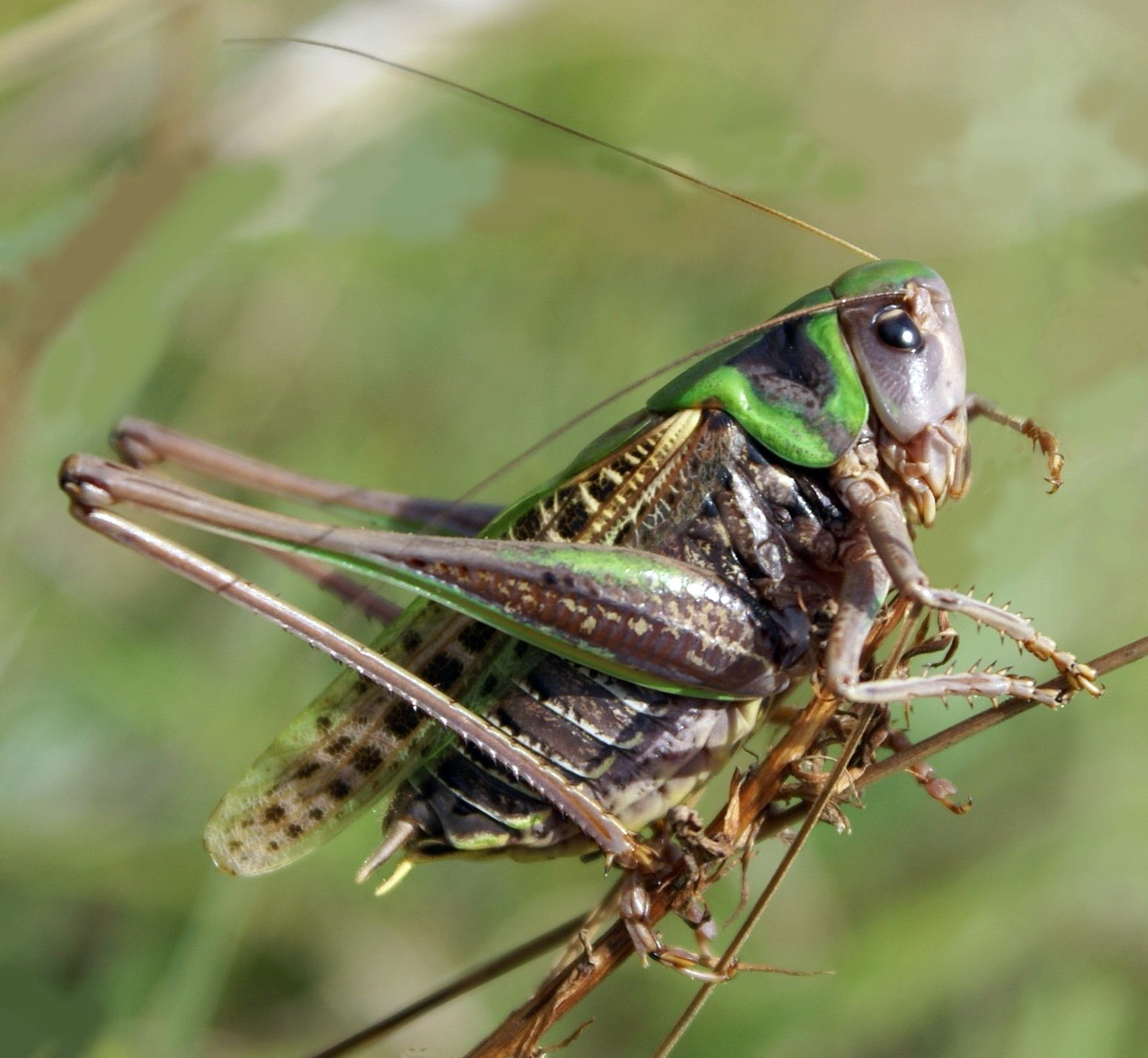
łatczyn brodawnik
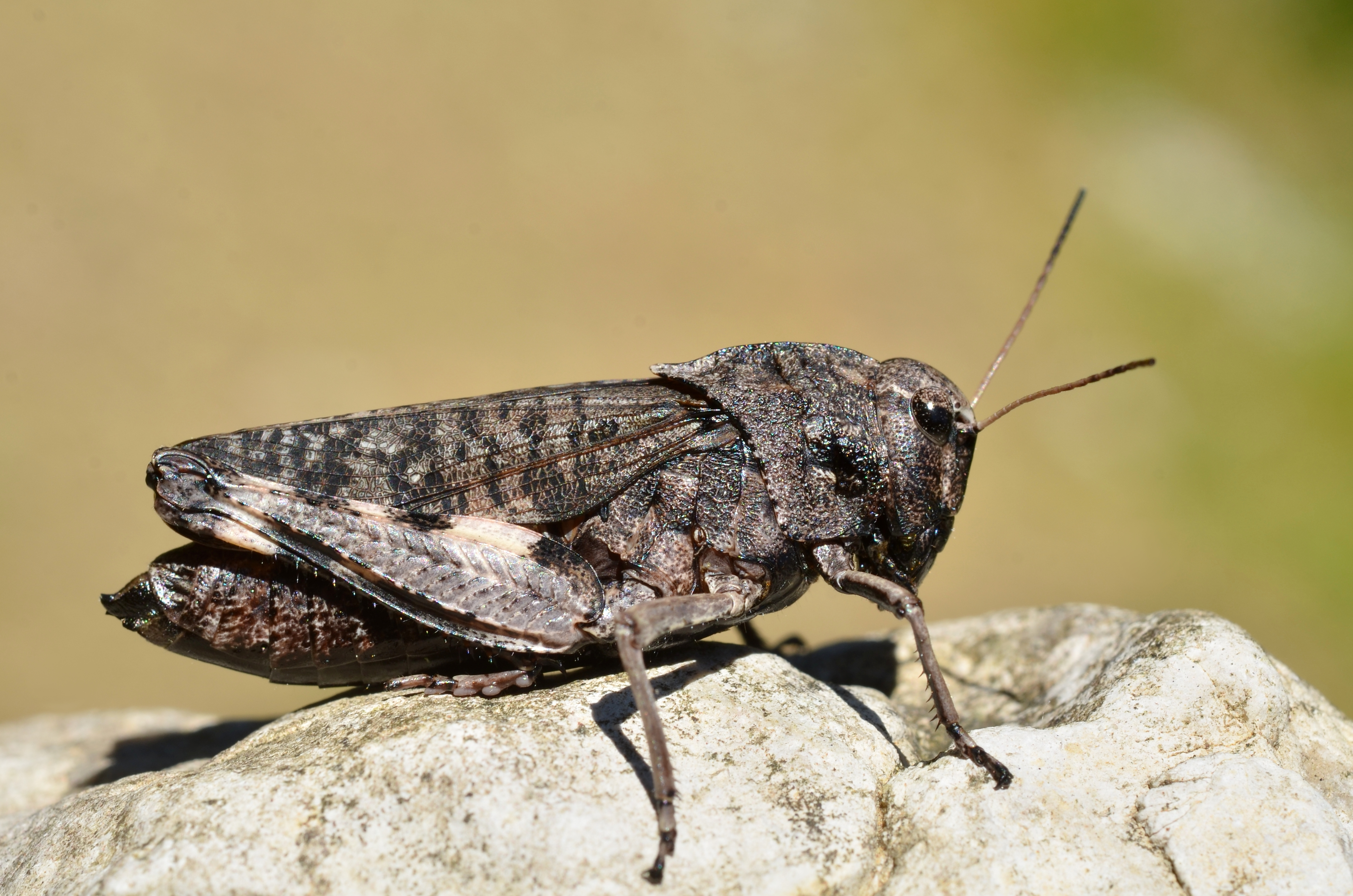
trajkotka czerwona
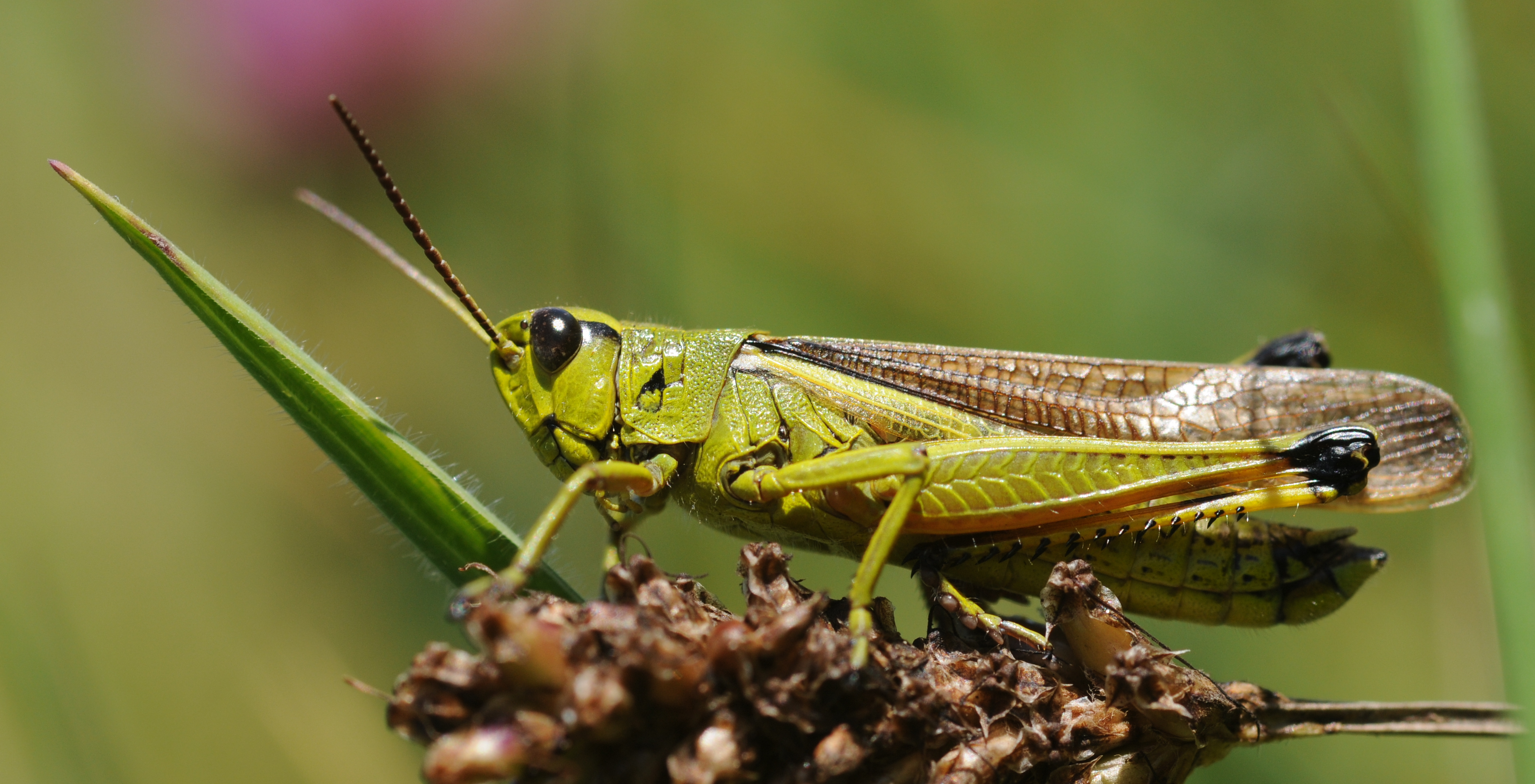
napierśnik torfowiskowy
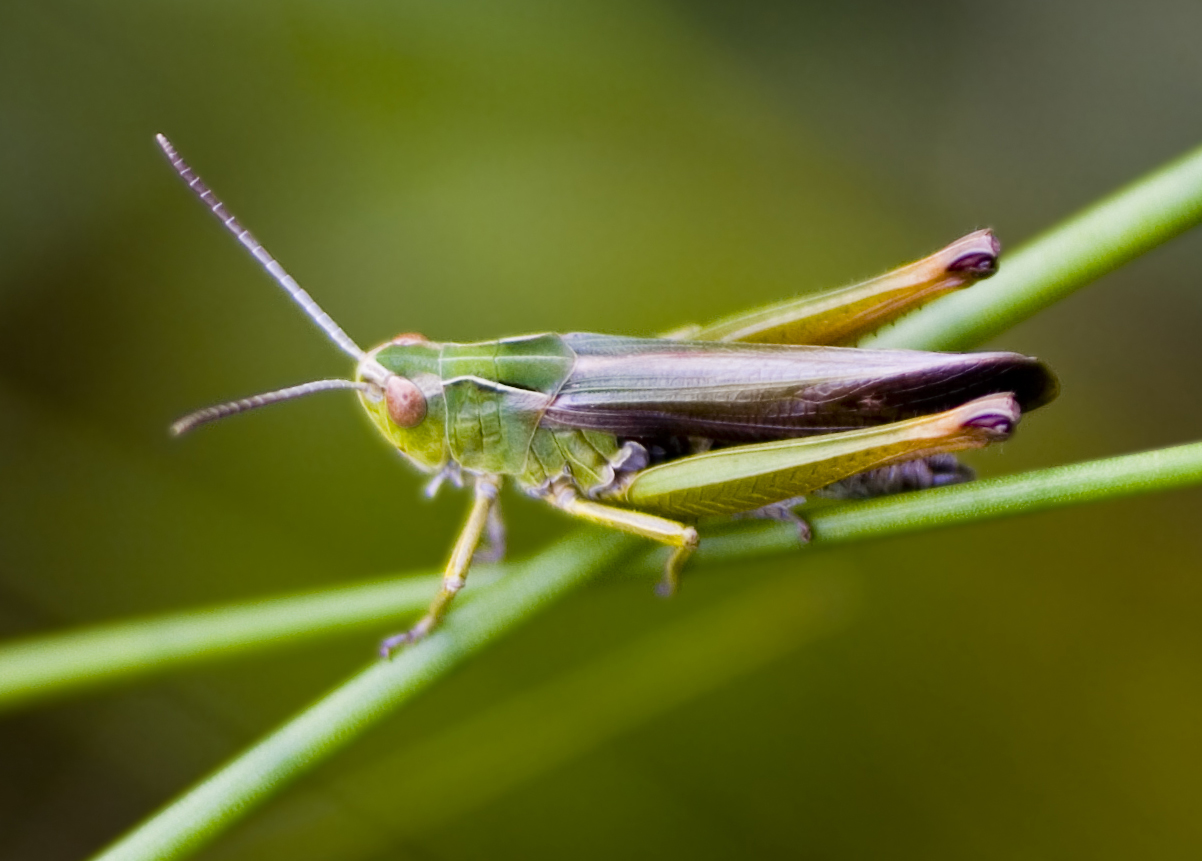
skoczek zielony
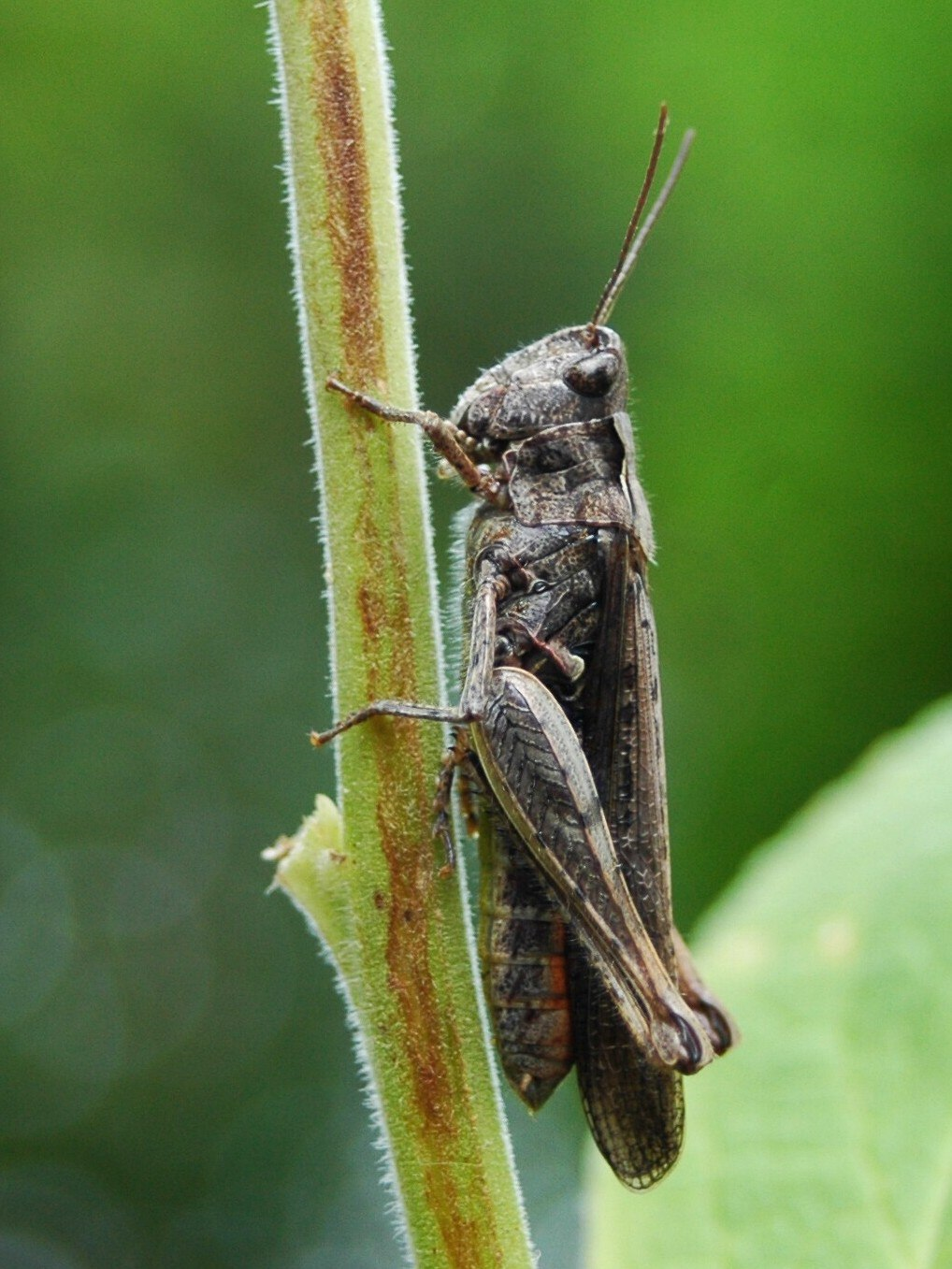
konik brunatny
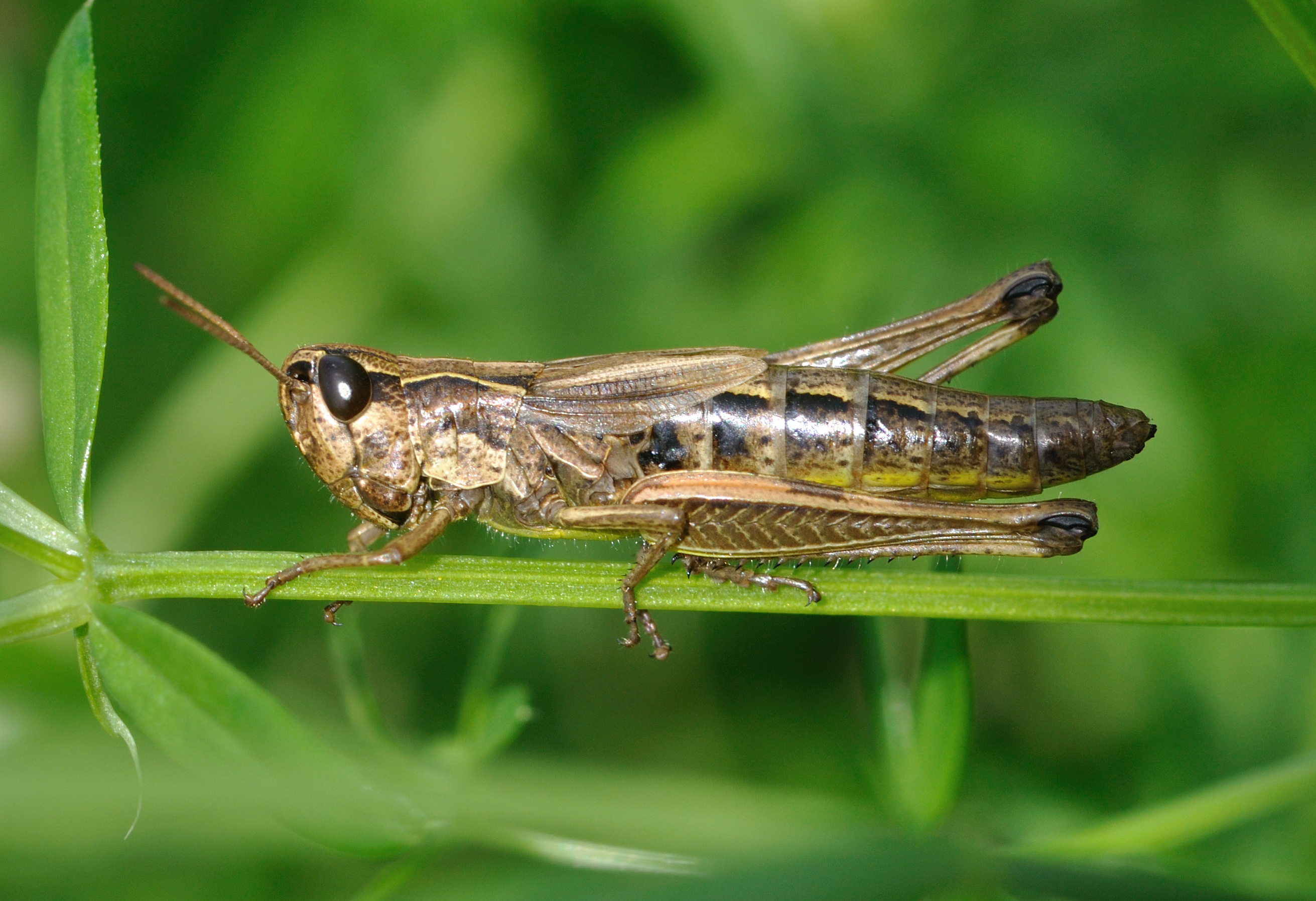
konik wąsacz
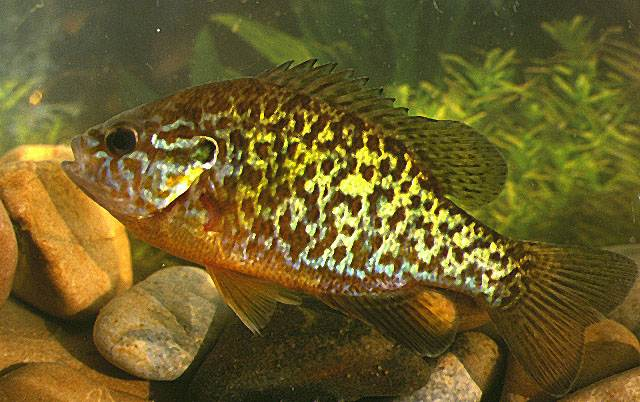
bass słoneczny

## Grzyby i porosty
Na podstawie dotychczasowych badań w parku znajduje się 143 rodzajów porostów z klasy grzybów workowych (Ascomycota) – Lecanoromycetes (134), Eurotiomycetes (8) oraz Lichinomycetes (1). Na terenie parku nie stwierdzono występowania grzybów podstawkowych (Basidiomycota).